# Juneau (Alaska)
Juneau (oficialmente en inglés: The City and Borough of Juneau, AFI:/ˈdʒuːnoʊ/) es la capital del estado estadounidense de Alaska. Se localiza en el canal Gastineau, en el archipiélago Alexander. Su área total es de 8.430,4 km² y con una población de 31 275 habitantes según el censo de 2010, es la tercera ciudad del estado, precedida por Anchorage y por Fairbanks.
El área de Juneau es más grande que la de Rhode Island y Delaware por separado y casi tan grande como los dos estados combinados. Entre los meses de mayo y septiembre, la población diaria de la ciudad puede aumentar en aproximadamente 6.000 personas debido a las visitas de cruceros. Aun así, Fairbanks es la segunda área metropolitana más grande del estado, con más de 97.000 residentes.

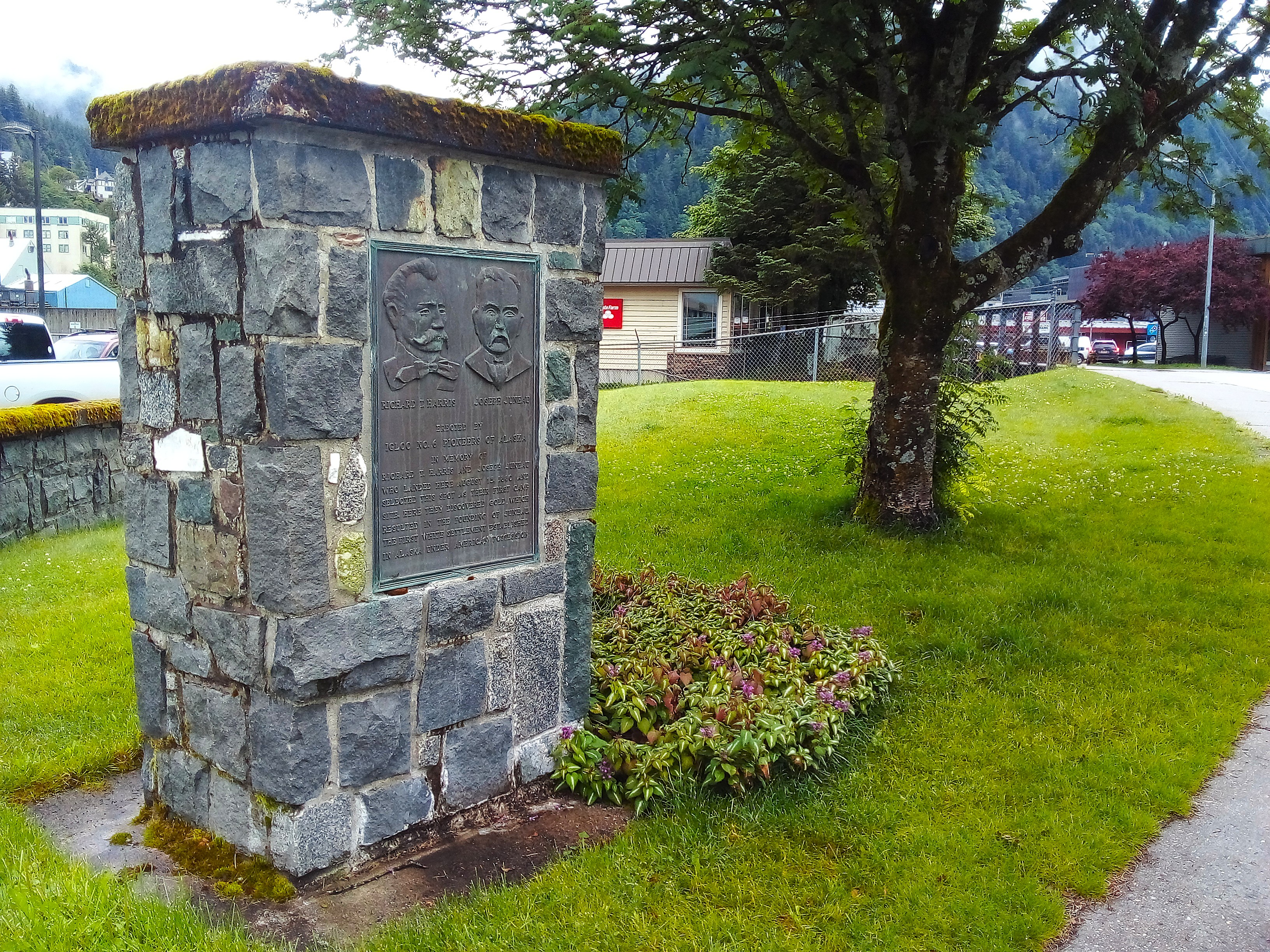
Monumento a Richard Harris y Joseph Juneau.

Juneau lleva ese nombre por el buscador de oro Joe Juneau, aunque fue llamado durante un tiempo Rockwell y después Harrisburg (en honor de Richard Harris, compañero de Juneau).
Juneau se encuentra a nivel del mar, con un promedio de marea de 16 pies (5 m.), a los pies de montañas escarpadas de 3500 pies (1100 m) a 4000 pies (1200 m) de altura. En lo alto de la montaña, está el Campo de hielo Juneau, una gran masa de hielo de la que fluyen alrededor de 30 glaciares. Dos de ellos son el glaciar Mendenhall y el Glaciar Creek Lemon.

## Historia

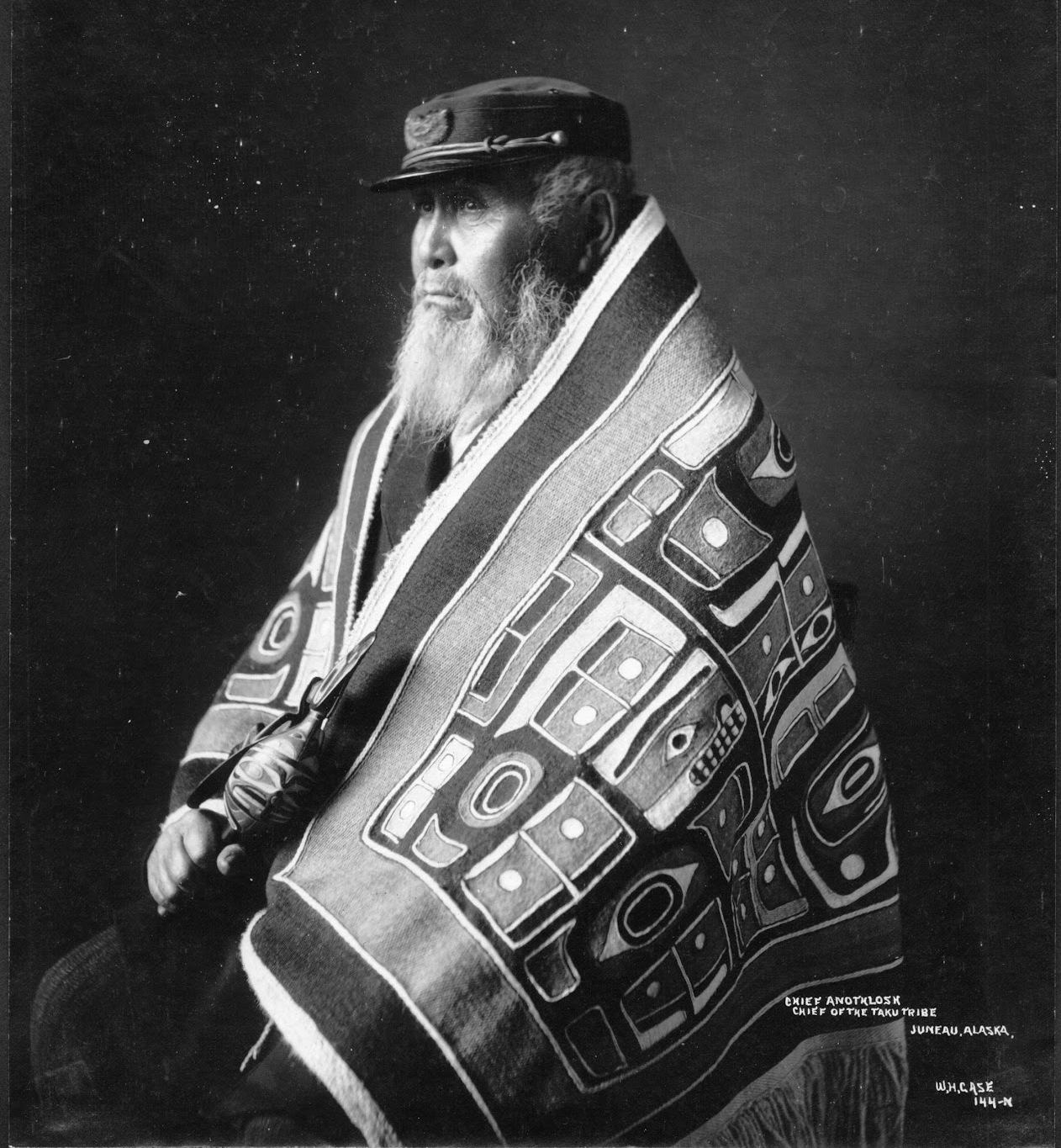
Anotklosh de la tribu Taku, cerca de 1913.

Después de que se descubriera oro, un grupo de buscadores se instaló en la localidad, siendo la ciudad propiamente fundada en 1881 y bautizada en honor al minero Joseph Juneau. Después de la época de los buscadores de oro, a principios del siglo XX, se cavaron grandes minas subterráneas, las cuales seguirían siendo explotadas hasta inicios de la Segunda Guerra Mundial.

### Años mineros
Mucho antes de que ocurriera la colonización europea en América, el canal de Gastineau era una zona de pesca utilizada por los indios Tlingit locales, conocidos como las tribus Auke y Taku, que habitaban los alrededores. Las culturas nativas son ricas por sus tradiciones artísticas incluyendo tallar, tejer, cantar y bailar. Juneau se ha convertido en un importante centro para los Tlingit, Haida y los Tsimshian de Alaska sudoriental.
El primer europeo en ver la zona de Juneau fue Joseph Whidbey, capitán del Discovery durante la expedición de George Vancouver entre 1791 y 1795.

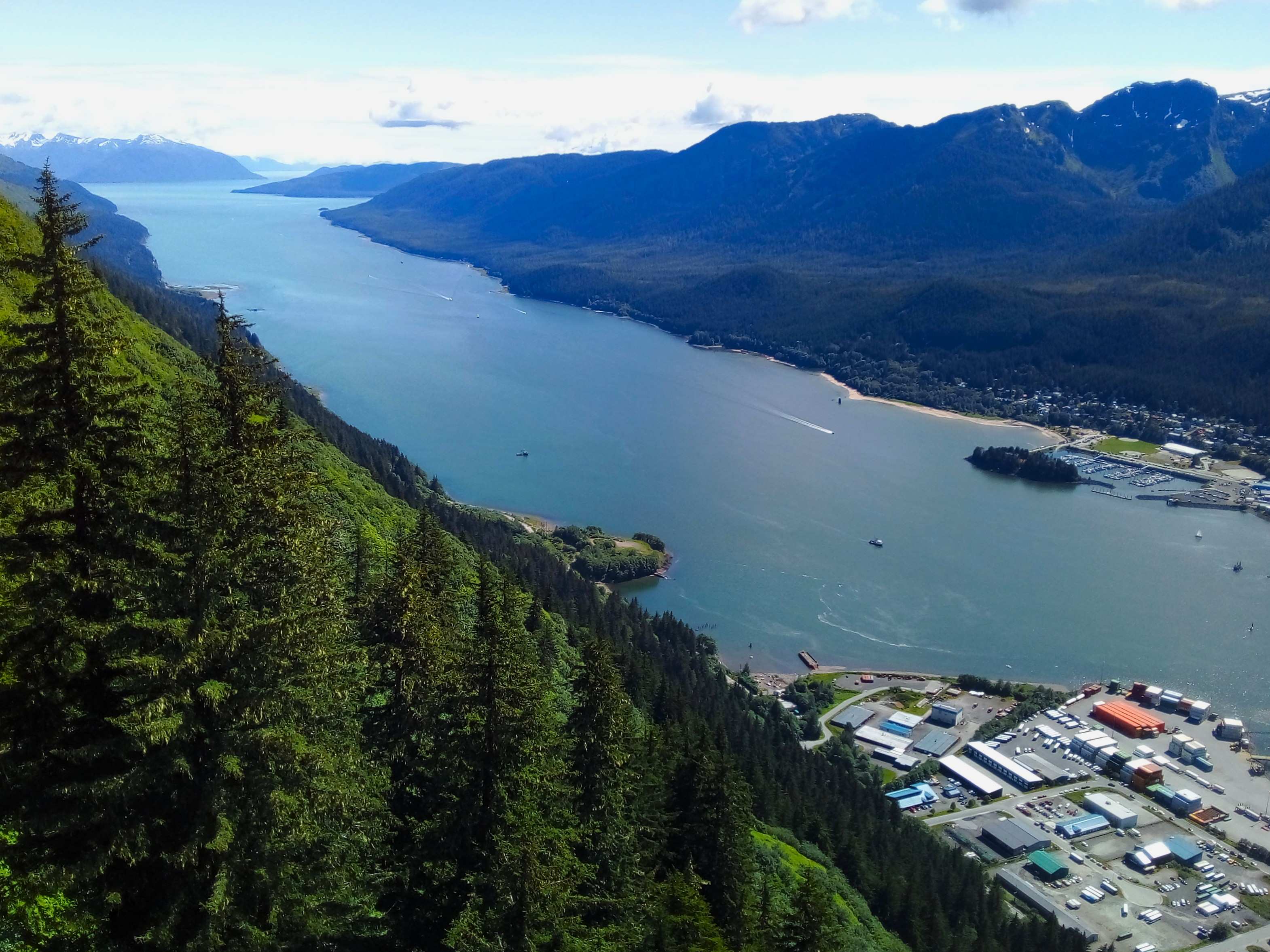
Canal Gastineau y puerto de Juneau, vistos desde el Monte Roberts.

Exploró la región entre julio y agosto de 1794. A principios de agosto vio la longitud del Canal de Gastineau desde el sur, observando una pequeña isla en medio del canal. Whidbey comprobó la longitud del canal, esta vez desde el oeste. Finalmente, llegó a la conclusión de que no era navegable, ya que había gran cantidad de hielo.
En 1880, el ingeniero George Pilz de Sitka ofreció una recompensa a cualquier nativo que le pudiera entregar oro. El jefe Kowee (Kaawaée en Tlingit) llegó con un poco de este mineral, y por ello varios mineros fueron enviados a investigar. En su primer viaje, encontraron yacimientos de poco interés. Sin embargo, a deseo del jefe Kowee, Pilz envió a Joe Juneau y Richard Harris de nuevo al canal de Gastineau, donde encontraron pepitas del tamaño de guisantes y judías, según las propias palabras de Harris.

El 18 de octubre de 1880, los dos hombres marcaron un sitio de la ciudad de 650 m², donde pronto se levantó un campamento minero. Después de un año, el campamento se convirtió en un pequeño pueblo, el primero que se fundó después de la adquisición de Alaska por los Estados Unidos. Durante este período de tiempo, el explorador y minero John Lemon operaba en lo que hoy es la zona de Lemon Creek. El asentamiento que se desarrolló allí fue nombrado con su apellido por los primeros colonos, al igual que varios otros puntos de referencia en Juneau.

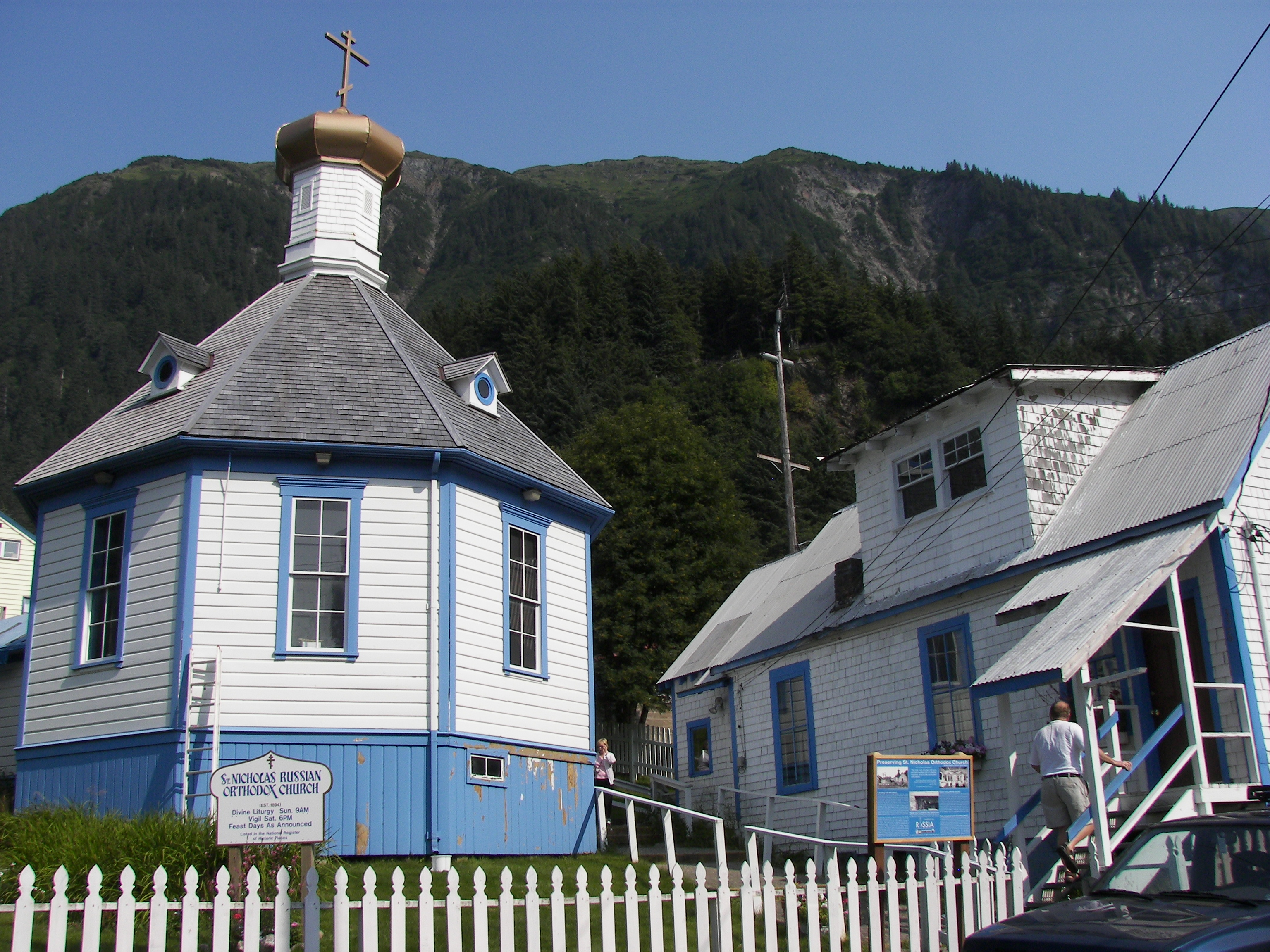
Iglesia ortodoxa rusa de San Nicolás.

La ciudad fue llamada originalmente Harrisburg, en honor a Richard Harris; algún tiempo después, su nombre fue cambiado a Rockwell, por el teniente Charles Rockwell. En 1881, los mineros se reunieron para cambiar el nombre de la ciudad a Juneau, en homenaje a Joe Juneau.
En 1906, con la disminución de la caza de ballenas y del comercio de pieles, Sitka, la capital original de Alaska perdió influencia y la sede del gobierno fue trasladada a Juneau. Con ello, fue la ciudad más grande de Alaska durante los años de entreguerras, siendo sobrepasada por Fairbanks en 1920 y por Anchorage en 1950.

### SiglosXXyXXI
En 1911, el Congreso de Estados Unidos autorizó fondos para la construcción de un edificio para albergar las dependencias gubernamentales del territorio de Alaska. A causa de la Primera Guerra Mundial, la construcción se retrasó y hubo dificultades para comprar los terrenos necesarios. Los ciudadanos de Juneau donaron algunos de los fondos necesarios y las construcciones se iniciaron en septiembre de 1929.
La construcción del parlamento tomó menos de dos años, y el edificio fue denominado Edificio Federal y Territorial el 14 de febrero de 1931. El diseño fue realizado por arquitectos del Departamento de Hacienda en estilo art déco. El edificio fue originalmente utilizado por el gobierno federal con el fin de albergar el Palacio de Justicia y la oficina de correos federal. Desde que Alaska adquirió la condición de Estado en 1959, el edificio ha sido utilizado por el gobierno estatal.

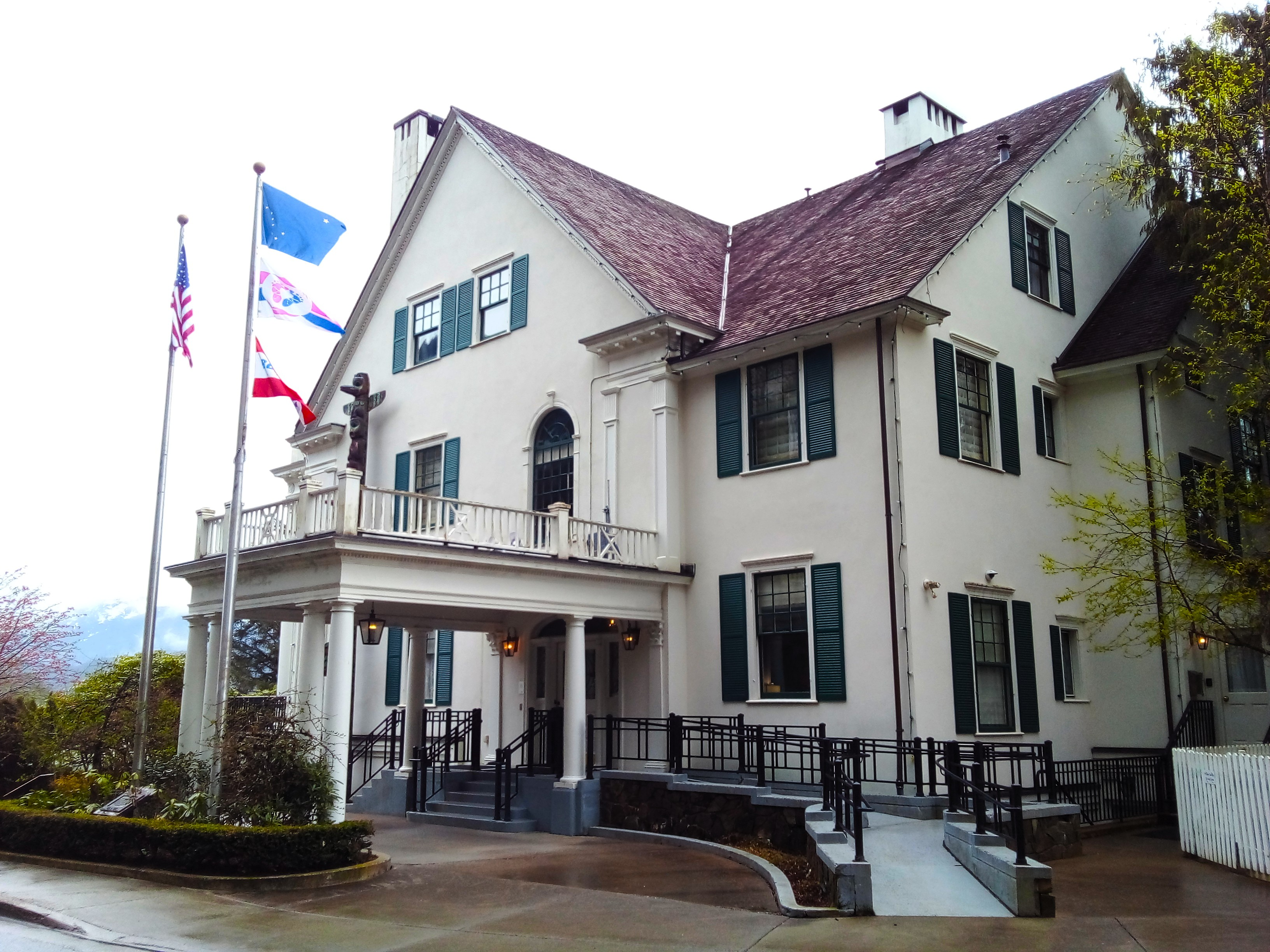
Mansión del Gobernador de Alaska (Juneau).

La residencia del gobernador de Alaska fue comisionada bajo la ley de construcción pública en 1910. La mansión fue diseñada por James Knox Taylor en el estilo federal antiguo. La construcción tardó dos años y se terminó en 1912. El gobernador por aquel momento fue el primero en habitar la mansión, y celebró la primera jornada de puertas abiertas para los ciudadanos el 1 de enero de 1913. La mansión posee una superficie de 1400 m². Cuenta con diez baños, seis dormitorios y ocho chimeneas. En junio de 1923, el presidente Warren G. Harding se convirtió en el primer presidente en visitar Alaska. Durante su viaje, Harding visitó la mansión del gobernador, que por aquel entonces era Scott Bone. Harding habló desde el porche de la mansión explicando sus políticas y se reunió con los asistentes.

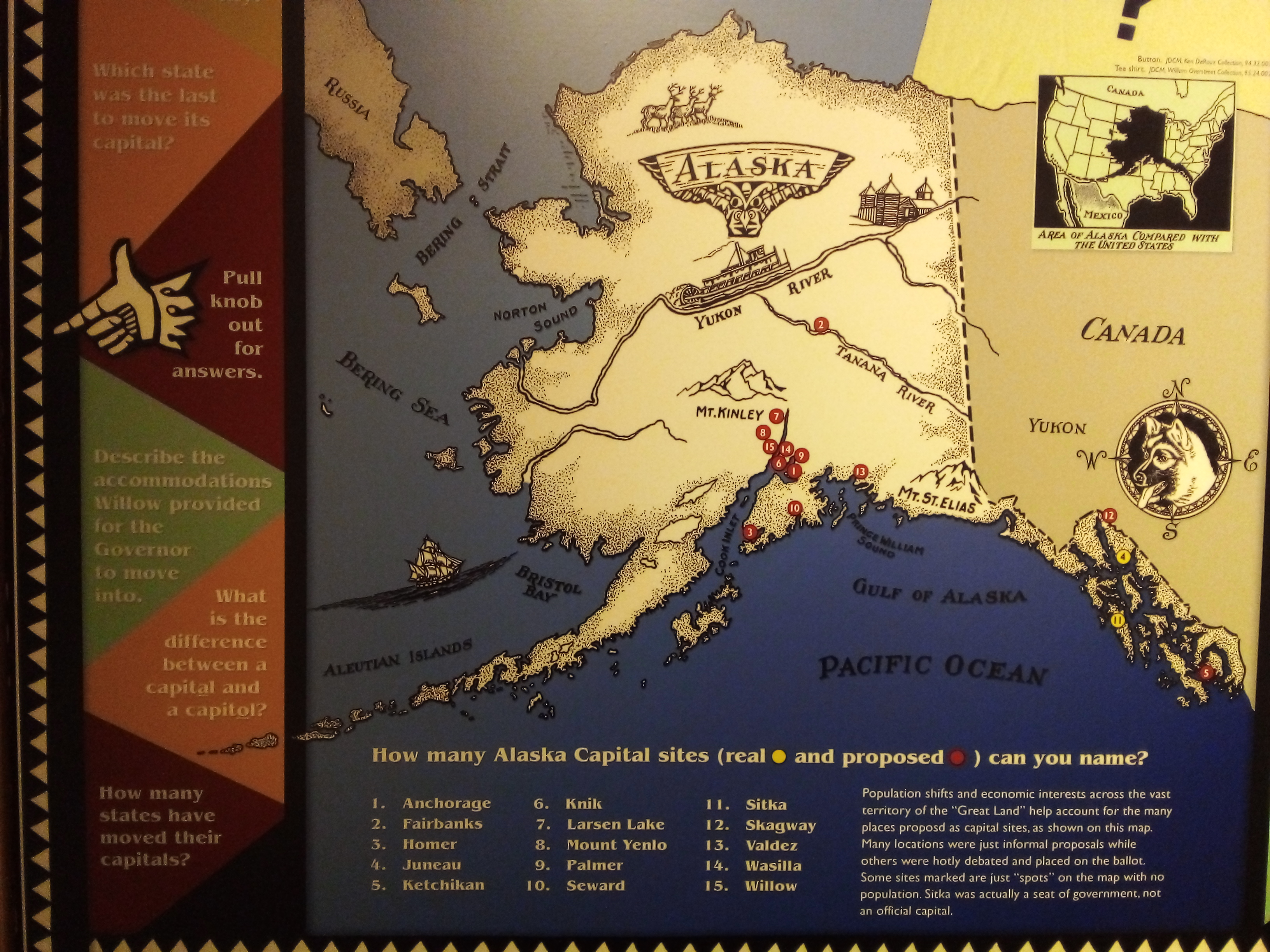
Mapa de Alaska y de todos los intentos de mudar su capital (Juneau Douglas City Museum).

Robert Atwood, entonces editor del Anchorage Times, fue uno de los primeros líderes en los esfuerzos por trasladar la capital a Fairbanks, a lo que mucha gente de ambas ciudades se resistió. Había muchos partidarios de una medida que pretendía que la nueva capital estuviera al menos a 48 km de Anchorage y Fairbanks, para así evitar que cualquiera de las ciudades tuviera una influencia indebida. Sin embargo, Juneau continuó como capital de Alaska. En la década de 1970, los votantes aprobaron un plan para trasladar la capital a Willow, una ciudad a 110 km al norte de Anchorage. Pero gente influyente de Fairbanks y Juneau consiguió que los votantes aprobaran una medida (la Iniciativa FRANK), que requiere la aprobación de todos los costos de construcción derivados antes de que la obra dé comienzo.
Los ciudadanos de Alaska votaron más tarde en contra de gastar una cantidad estimada de 900 millones de dólares. Una votación “definitiva” para trasladar la capital en 1984 también fracasó, al igual que otra en 1996.
Una vez que se concedió a Alaska la condición de estado, Juneau creció a su vez que el gobierno estatal. El crecimiento se aceleró notablemente después de la construcción de Alaska Pipeline en 1977. Gracias a ello, el presupuesto del Estado fue en consonancia con los beneficios del petróleo; Juneau se amplió durante un tiempo debido al crecimiento de puestos de trabajo, pero el crecimiento se desaceleró considerablemente en la década de 1980. En 2005, el demógrafo estatal proyectó un crecimiento lento en el municipio para los próximos veinte años.

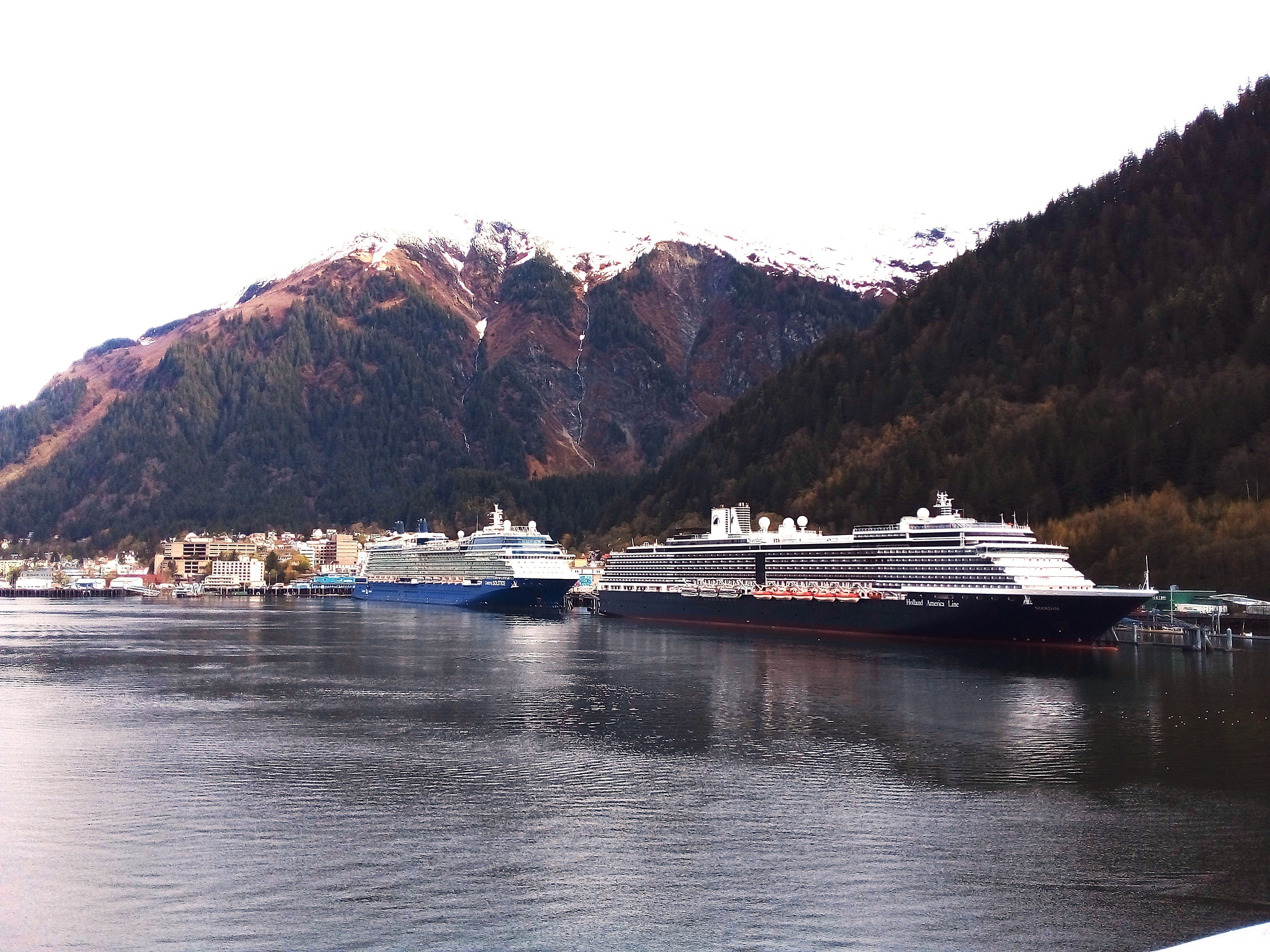
Terminal de cruceros de Juneau.

El turismo de cruceros se ha expandido rápidamente, de aproximadamente 230.000 pasajeros en 1990 a casi 1.000.000 en 2006, a medida que las líneas de cruceros han ido construyendo más y más naves.
Hay rutas a Juneau los siete días de la semana durante una temporada más larga que hace unos años, aunque el turismo de cruceros sigue siendo principalmente una industria de verano. Esta industria proporciona pocos trabajos durante el año, pero estimula el empleo de verano en la ciudad.
Su rango de población en el año 2000 fue el segundo en el estado, ligeramente por delante de Fairbanks; estimaciones recientes indican que Juneau ha caído a la tercera posición, que es la que venía ocupando en los censos de 1960 a 1990.
En 2010, la ciudad fue reconocida como parte de la iniciativa "Playful City EE.UU." por KaBOOM!, creado para honrar a las ciudades que aseguren que sus niños y familias tienen grandes lugares para jugar.

Juneau es más grande en área que el estado de Delaware y fue, durante muchos años, la ciudad más grande del país por área. Juneau continúa siendo la única capital de estado de Estados Unidos que se encuentra en una frontera internacional: por el este limita con Canadá. Es la capital de estado con nombre de persona que vivió más recientemente, Joe Juneau.

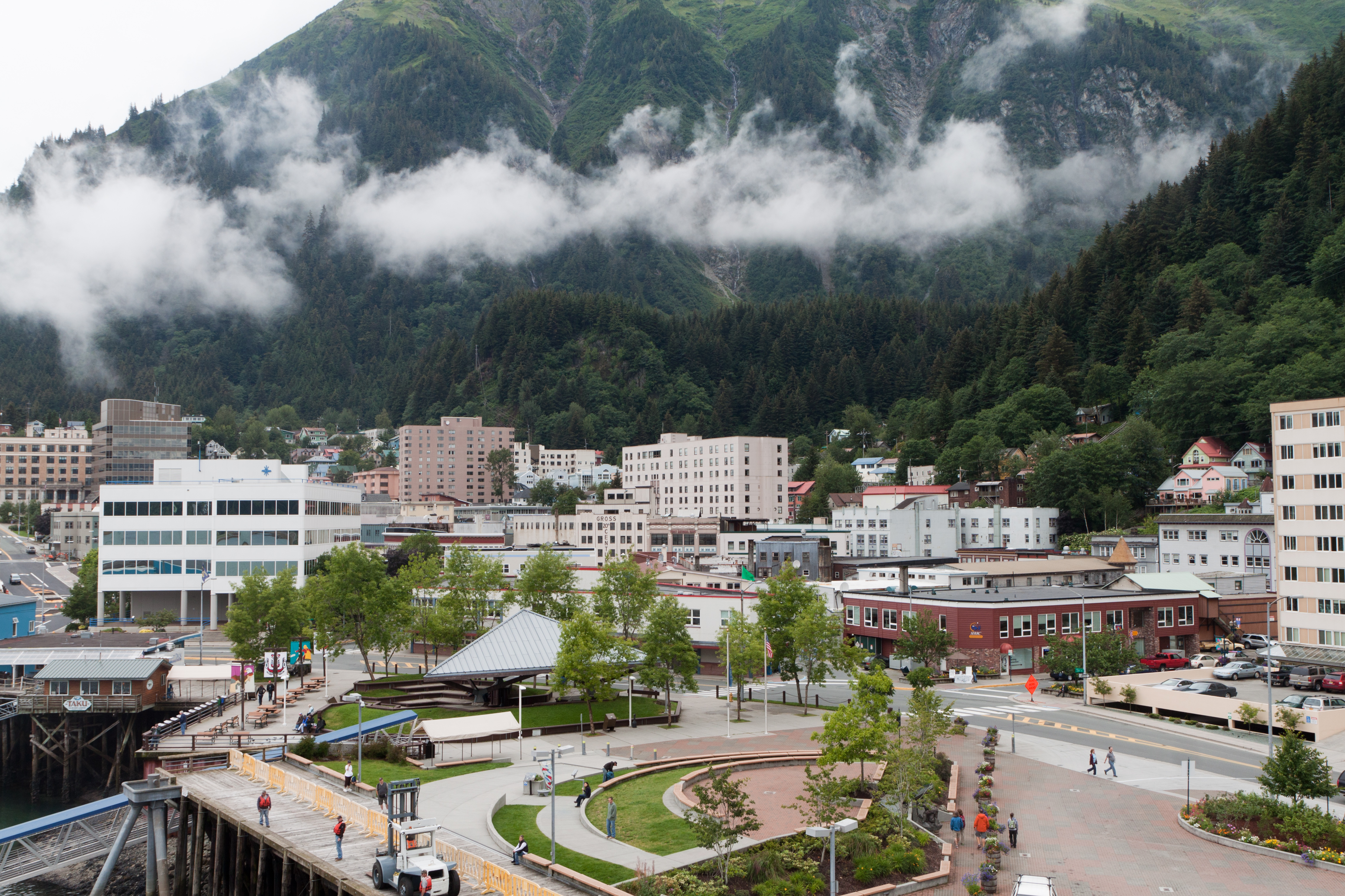
Juneau al pie del monte homónimo

## Geografía
Juneau es una de las dos capitales de un estado estadounidense a las que no se puede llegar por carretera; la otra es Honolulú. El único medio para llegar a ella es mediante avión o barco.
Según la Oficina del Censo de los Estados Unidos, la ciudad tiene un área total de 3255 millas cuadradas, lo que lo convierte en el tercer mayor municipio en los Estados Unidos por área (el más grande es Yakutat). 2716,7 millas cuadradas de él es tierra y 538,3 millas cuadradas es agua, el 16,54%.
El centro de Juneau se encuentra en 58°18′07″N 134°25′11″O. La ciudad y el municipio de Juneau incluye la isla Douglas, una isla mareal situada al oeste de la península de Juneau. A la isla Douglas se puede llegar a través del puente Douglas.
Juneau, como es el caso en todo el sudeste de Alaska, es susceptible a los daños causados por desastres naturales. En 2014 un terremoto causó apagones generalizados en las telecomunicaciones de la zona debido a daños en un cable de fibra óptica que sirve al área. En abril de 2008, una serie de avalanchas masivas dañaron las líneas eléctricas que proporcionan energía a Juneau, golpeando el sistema hidroeléctrico hasta su desconexión y obligando a cambiar a un sistema de grupo electrógeno mucho más caro.
La ciudad no tiene vías terrestres de comunicación con otros lugares, por lo que sólo es posible acceder por vía marítima o aérea empleando hidroaviones ya que tampoco posee aeropuerto terrestre.

### Ciudades adyacentes y áreas del censo
- Borough de Haines - noroeste, oeste
- Área censal de Hoonah–Angoon - sur, suroeste

### Zona fronteriza
Juneau comparte su frontera oriental con la provincia canadiense de Columbia Británica. Es la única capital de un estado de Estados Unidos que tiene frontera con otro país, en concreto con la Región Stikine, en la Columbia Británica canadiense, hacia el estenoreste.

### Área protegidanacional
- Bosque Nacional Tongass (parte)
  - Monumento nacional Isla del Almirantazgo (parte)
    - Bosque Kootznoowoo (parte)

  - Tracy Arm-Fords Terror Wilderness (parte)

| Noroeste: Borough de Haines | Norte: Región Stikine, Columbia Británica, Canadá | Nordeste: Región Stikine, Columbia Británica, Canadá |
| Oeste: Borough de Haines    |                                                   | Este: Región Stikine, Columbia Británica, Canadá     |
|                             | Sur: Hoonah-Angoon                                | Sureste: Hoonah-Angoon                               |

### Clima

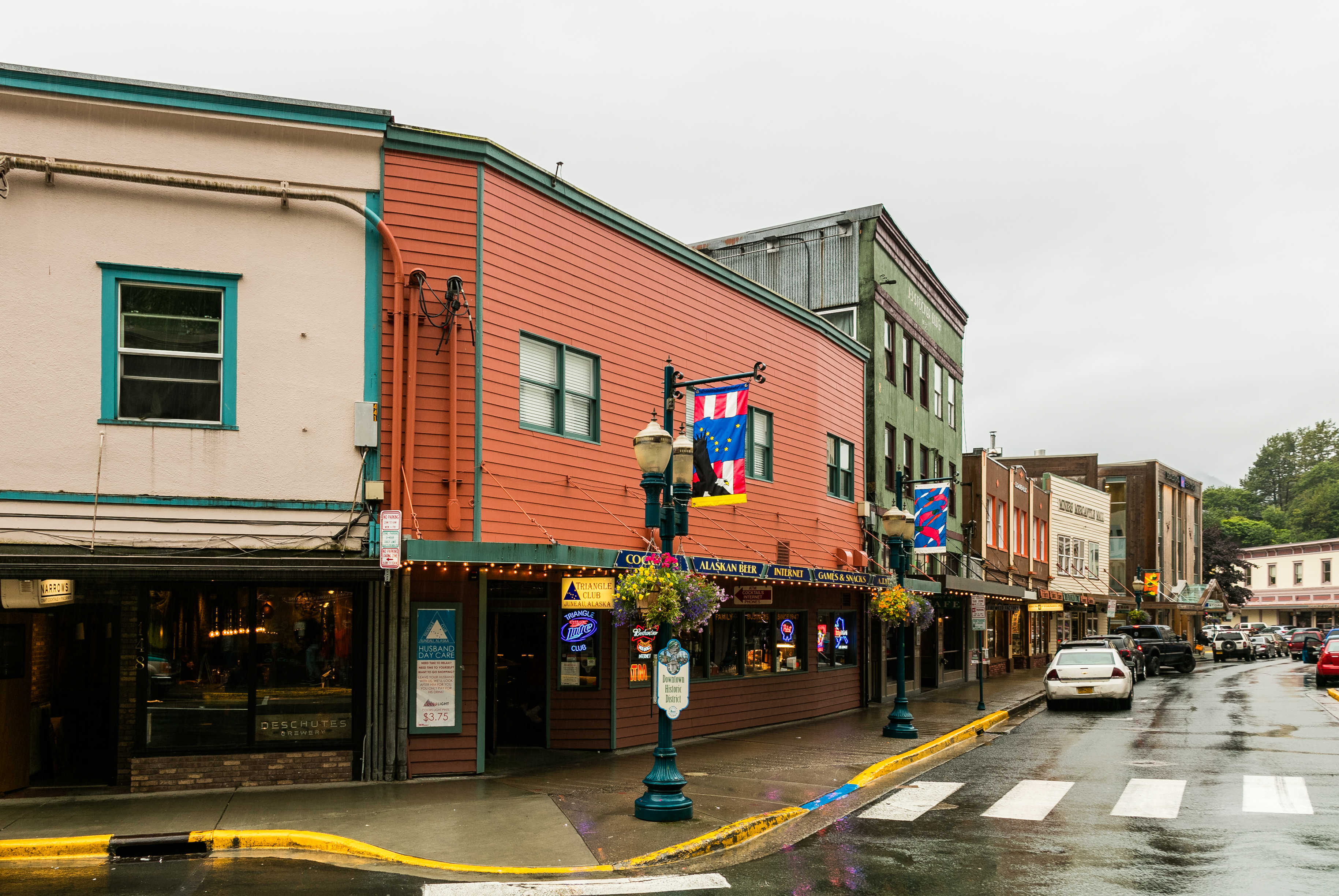
Centro de la ciudad

Juneau tiene un clima oceánico subpolar (Köppen Cfc). El clima de la ciudad es más suave en invierno de lo que su latitud puede sugerir debido a la influencia del Océano Pacífico. Los inviernos son húmedos y largos, pero suaves para los estándares de Alaska: la temperatura baja promedio es de 23 °F (-5 °C) en enero, y las temperaturas máximas están con frecuencia por encima del punto de congelación. La primavera, el verano, y el otoño son frescos y templados, con temperaturas alcanzando un máximo en julio a los 65 °F (18 °C). Las nevadas tienen un promedio de 86,7 pulgadas (2,20 m) y se producen principalmente de noviembre a marzo. La precipitación cae en un promedio de 230 días por año, con aproximadamente 62,27 pulgadas (1 580 mm) de media. Los meses de primavera son los más secos, mientras que septiembre y octubre son los más húmedos. La temperatura más fría jamás registrada oficialmente en Juneau fue -22 °F (-30,0 °C) el 2 de febrero de 1968 y el 12 de enero de 1972, mientras que la más cálida fue de 90 °F (32,2 °C) el 7 de julio de 1975.
Los registros se han mantenido oficialmente en el centro de Juneau desde enero de 1890 hasta junio de 1943, y en el aeropuerto de Juneau desde julio de 1943. Las temperaturas normales y récord (tanto para el centro como para el aeropuerto) se dan a continuación.
| Parámetros climáticos promedio de Juneau, Alaska (Aeropuerto Internacional de Juneau, normales 1991–2020, extremos 1936–presente) | Parámetros climáticos promedio de Juneau, Alaska (Aeropuerto Internacional de Juneau, normales 1991–2020, extremos 1936–presente) | Parámetros climáticos promedio de Juneau, Alaska (Aeropuerto Internacional de Juneau, normales 1991–2020, extremos 1936–presente) | Parámetros climáticos promedio de Juneau, Alaska (Aeropuerto Internacional de Juneau, normales 1991–2020, extremos 1936–presente) | Parámetros climáticos promedio de Juneau, Alaska (Aeropuerto Internacional de Juneau, normales 1991–2020, extremos 1936–presente) | Parámetros climáticos promedio de Juneau, Alaska (Aeropuerto Internacional de Juneau, normales 1991–2020, extremos 1936–presente) | Parámetros climáticos promedio de Juneau, Alaska (Aeropuerto Internacional de Juneau, normales 1991–2020, extremos 1936–presente) | Parámetros climáticos promedio de Juneau, Alaska (Aeropuerto Internacional de Juneau, normales 1991–2020, extremos 1936–presente) | Parámetros climáticos promedio de Juneau, Alaska (Aeropuerto Internacional de Juneau, normales 1991–2020, extremos 1936–presente) | Parámetros climáticos promedio de Juneau, Alaska (Aeropuerto Internacional de Juneau, normales 1991–2020, extremos 1936–presente) | Parámetros climáticos promedio de Juneau, Alaska (Aeropuerto Internacional de Juneau, normales 1991–2020, extremos 1936–presente) | Parámetros climáticos promedio de Juneau, Alaska (Aeropuerto Internacional de Juneau, normales 1991–2020, extremos 1936–presente) | Parámetros climáticos promedio de Juneau, Alaska (Aeropuerto Internacional de Juneau, normales 1991–2020, extremos 1936–presente) | Parámetros climáticos promedio de Juneau, Alaska (Aeropuerto Internacional de Juneau, normales 1991–2020, extremos 1936–presente) |
| Mes | Ene. | Feb. | Mar. | Abr. | May. | Jun. | Jul. | Ago. | Sep. | Oct. | Nov. | Dic. | Anual |
| --- | --- | --- | --- | --- | --- | --- | --- | --- | --- | --- | --- | --- | --- |
| Temp. máx. abs. (°C) | 15.6 | 13.9 | 16.1 | 23.3 | 27.8 | 30 | 32.2 | 28.9 | 25.6 | 17.2 | 13.3 | 12.2 | 32.2 |
| Temp. máx. media (°C) | 0.6 | 2.1 | 4 | 9.3 | 14.2 | 16.9 | 17.8 | 17.2 | 13.4 | 8.5 | 3.5 | 1.5 | 9.1 |
| Temp. media (°C) | -1.9 | -1.1 | 0.5 | 4.9 | 9.4 | 12.6 | 13.9 | 13.3 | 10.1 | 5.7 | 1 | -0.9 | 5.6 |
| Temp. mín. media (°C) | -4.6 | -4.1 | -3 | 0.5 | 4.6 | 8.2 | 10.1 | 9.5 | 6.7 | 2.8 | -1.6 | -3.4 | 2.2 |
| Temp. mín. abs. (°C) | -30 | -30 | -26.1 | -14.4 | -3.9 | -0.6 | 2.2 | -2.8 | -5 | -11.7 | -20.6 | -29.4 | -30 |
| Precipitación total (mm) | 152.9 | 109.5 | 93.2 | 88.1 | 89.2 | 97 | 130.6 | 162.8 | 232.4 | 213.9 | 166.1 | 165.9 | 1701.5 |
| Nevadas (cm) | 62.2 | 42.4 | 31.5 | 3 | 0 | 0 | 0 | 0 | 0 | 2.3 | 35.1 | 46 | 222.5 |
| Días de precipitaciones (≥ 0.2 mm)                                                                                                | 20.4 | 16.8 | 17.8 | 17.2 | 16.1 | 16.7 | 18.5 | 19.4 | 22.3 | 23.0 | 20.9 | 21.1 | 230.2 |
| Días de nevadas (≥ 0.2 cm) | 10.3 | 8.2 | 7.5 | 1.2 | 0.0 | 0.0 | 0.0 | 0.0 | 0.0 | 0.7 | 6.2 | 10.1 | 44.2 |
| Horas de sol | 80.9 | 89.2 | 137.3 | 182.3 | 231.7 | 189.3 | 182.9 | 161.6 | 109.6 | 66.2 | 58.5 | 41.2 | 1530.7 |
| Humedad relativa (%) | 79.9 | 80.8 | 79.4 | 76.8 | 76.3 | 78.3 | 81.3 | 84.3 | 87.9 | 87.7 | 85.1 | 82.8 | 81.7 |
| Fuente: NOAA (humedad y horas de sol 1961–1990)                                                                                   | | | | | | | | | | | | | |

| Parámetros climáticos promedio de Juneau, Alaska (Centro, normales 1991–2020, extremos 1890–presente) | Parámetros climáticos promedio de Juneau, Alaska (Centro, normales 1991–2020, extremos 1890–presente) | Parámetros climáticos promedio de Juneau, Alaska (Centro, normales 1991–2020, extremos 1890–presente) | Parámetros climáticos promedio de Juneau, Alaska (Centro, normales 1991–2020, extremos 1890–presente) | Parámetros climáticos promedio de Juneau, Alaska (Centro, normales 1991–2020, extremos 1890–presente) | Parámetros climáticos promedio de Juneau, Alaska (Centro, normales 1991–2020, extremos 1890–presente) | Parámetros climáticos promedio de Juneau, Alaska (Centro, normales 1991–2020, extremos 1890–presente) | Parámetros climáticos promedio de Juneau, Alaska (Centro, normales 1991–2020, extremos 1890–presente) | Parámetros climáticos promedio de Juneau, Alaska (Centro, normales 1991–2020, extremos 1890–presente) | Parámetros climáticos promedio de Juneau, Alaska (Centro, normales 1991–2020, extremos 1890–presente) | Parámetros climáticos promedio de Juneau, Alaska (Centro, normales 1991–2020, extremos 1890–presente) | Parámetros climáticos promedio de Juneau, Alaska (Centro, normales 1991–2020, extremos 1890–presente) | Parámetros climáticos promedio de Juneau, Alaska (Centro, normales 1991–2020, extremos 1890–presente) | Parámetros climáticos promedio de Juneau, Alaska (Centro, normales 1991–2020, extremos 1890–presente) |
| Mes                                                                                                   | Ene.                                                                                                  | Feb.                                                                                                  | Mar.                                                                                                  | Abr.                                                                                                  | May.                                                                                                  | Jun.                                                                                                  | Jul.                                                                                                  | Ago.                                                                                                  | Sep.                                                                                                  | Oct.                                                                                                  | Nov.                                                                                                  | Dic.                                                                                                  | Anual                                                                                                 |
| --- | --- | --- | --- | --- | --- | --- | --- | --- | --- | --- | --- | --- | --- |
| Temp. máx. abs. (°C)                                                                                  | 15.6                                                                                                  | 13.9                                                                                                  | 16.1                                                                                                  | 22.2                                                                                                  | 26.7                                                                                                  | 30.6                                                                                                  | 31.7                                                                                                  | 30.6                                                                                                  | 29.4                                                                                                  | 20 | 17.8                                                                                                  | 15 | 31.7                                                                                                  |
| Temp. máx. media (°C)                                                                                 | 1.2                                                                                                   | 2.6                                                                                                   | 4.1                                                                                                   | 9.2                                                                                                   | 14.1                                                                                                  | 16.8                                                                                                  | 17.2                                                                                                  | 16.9                                                                                                  | 13.3                                                                                                  | 8.8                                                                                                   | 4.4                                                                                                   | 2.4                                                                                                   | 9.2                                                                                                   |
| Temp. media (°C)                                                                                      | -0.9                                                                                                  | 0.1                                                                                                   | 1.4                                                                                                   | 5.7                                                                                                   | 10.1                                                                                                  | 13.1                                                                                                  | 14.1                                                                                                  | 13.7                                                                                                  | 10.6                                                                                                  | 6.5                                                                                                   | 2.2                                                                                                   | 0.3                                                                                                   | 6.4                                                                                                   |
| Temp. mín. media (°C)                                                                                 | -3.1                                                                                                  | -2.4                                                                                                  | -1.3                                                                                                  | 2.1                                                                                                   | 6.2                                                                                                   | 9.4                                                                                                   | 11 | 10.6                                                                                                  | 7.9                                                                                                   | 4.1                                                                                                   | 0.1                                                                                                   | -1.8                                                                                                  | 3.6                                                                                                   |
| Temp. mín. abs. (°C)                                                                                  | -28.9                                                                                                 | -26.1                                                                                                 | -20.6                                                                                                 | -11.1                                                                                                 | -3.3                                                                                                  | 0 | 3.9                                                                                                   | 0 | -2.2                                                                                                  | -10.6                                                                                                 | -21.7                                                                                                 | -23.3                                                                                                 | -28.9                                                                                                 |
| Precipitación total (mm)                                                                              | 149.4                                                                                                 | 131.1                                                                                                 | 156.7                                                                                                 | 120.9                                                                                                 | 129.3                                                                                                 | 124.5                                                                                                 | 157.7                                                                                                 | 197.1                                                                                                 | 322.8                                                                                                 | 311.7                                                                                                 | 222.3                                                                                                 | 252.2                                                                                                 | 2275.6                                                                                                |
| Días de precipitaciones (≥ 0.2 mm)                                                                    | 16.9                                                                                                  | 18.8                                                                                                  | 19.6                                                                                                  | 19.3                                                                                                  | 17.8                                                                                                  | 16.9                                                                                                  | 17.0                                                                                                  | 20.3                                                                                                  | 24.0                                                                                                  | 22.6                                                                                                  | 22.5                                                                                                  | 19.4                                                                                                  | 235.1                                                                                                 |
| Fuente: NOAA                                                                                          | | | | | | | | | | | | | |

## Demografía
| 1253                                                                                         | 1864 | 1644 | 3058 | 4043 | 5729 | 5956 | 6797 | 6050 | 19 828 | 26 751 | 30 711 | 31 275 |
| (Fuente: U.S. Decennial Census Population History of Western U.S. Cities & Towns, 1850–1990) |      |      |      |      |      |      |      |      |        |        |        |        |

A partir del censo de los Estados Unidos de 2010, había 31.275 habitantes, 12.187 hogares y 7.742 familias que residían en la ciudad. La densidad de población era de 11,3 habitantes por milla cuadrada (4,4/km²). Había 13.055 unidades de cubierta en una densidad media de 4 por milla cuadrada (1,6/km²). La composición racial de la ciudad era 69,4% blanca (67,4% blanca no hispana, frente al 83,2% en 1980), 0,9% afroamericana, 11,8% nativa americana o nativa de Alaska, 6,1% asiática (4,5% filipina, 0,5% india, 0,3% china, 0,3% coreana, 0,2% japonesa, 0,1% vietnamita), 0,7% isleña del Pacífico, 1,2% de otras razas y 9,5% de dos o más razas. El 5.1% de la población era hispana o latina. El 2,6% informó que hablaba tagalo y el 2,4% informó que hablaba español.
Había 11.543 hogares de los cuales en el 36,7% vivían niños menores de edad. Un 51,2% eran parejas casadas viviendo juntas, 10,5% eran familias monoparentales sin la presencia del marido y el 33,8% no tenían vínculos familiares. En el 24,4% de los hogares vivía gente de manera individual y en el 4,3% vivía alguna persona anciana mayor de 65 años.
La distribución media por edades de Juneau fue la siguiente: el 27,4% de la población tenía menos de 18 años y el 8,1% tenían entre 18 y 24 años. El 32,8% tenía entre 25 y 44 años, un 25.7% entre 45 y 64 años, y un 6,1% 65 años o más. La media de edad fue de 35 años. Por cada 100 mujeres había 101,5 hombres y por cada 100 mujeres mayores de 18 años, había 100,2 hombres.
El precio medio de una casa en la ciudad era de 62.034 $, mientras que la media de ingresos de una familia eran de 70.284 $.
Los varones tenían un salario medio anual de 46.744 $ frente el de 33.168 $ de las mujeres. El ingreso per cápita promedio de los hogares de Juneau fue de 26.719 $. Un 6% de la población y 3,7% de las familias se encontraban por debajo del umbral de la pobreza, de los cuales 6,7% eran menores de edad y el 3,9% mayores de 65 años.
Según el censo de 2020, había 31.275 personas, 12.922 hogares. La densidad de población era de 11,9 personas por milla cuadrada (4,6 personas/km2), lo que la convierte en la capital del estado menos densamente poblada. Había 12.922 unidades de vivienda con una densidad media de 4,0 unidades por milla cuadrada (1,5 unidades/km²). La composición racial de la ciudad/distrito era 64,7% blanca (62.5% blanca no hispana), 1,0% afroamericana, 10,1% nativa americana o nativa de Alaska, 6,7% asiática, 1,3% isleña del Pacífico y 14,3% de dos o más razas. El 7,0% de la población era hispana o latina de cualquier raza.  El 2,6% informó hablar tagalo en casa y el 2,4% informó hablar español.  Las ascendencias más reportadas en 2020 fueron:
- Alemán (18,5%)
- Inglés (17,8%)
- Irlandés (17,1%)
- Tlingit (9,9%)
- Filipino (7,6%)
- Escocés (6,3%)
- Noruego (4,9%)
- Francés (3,7%)
- Mexicana (3.6%)
- Italiana (3,3%)

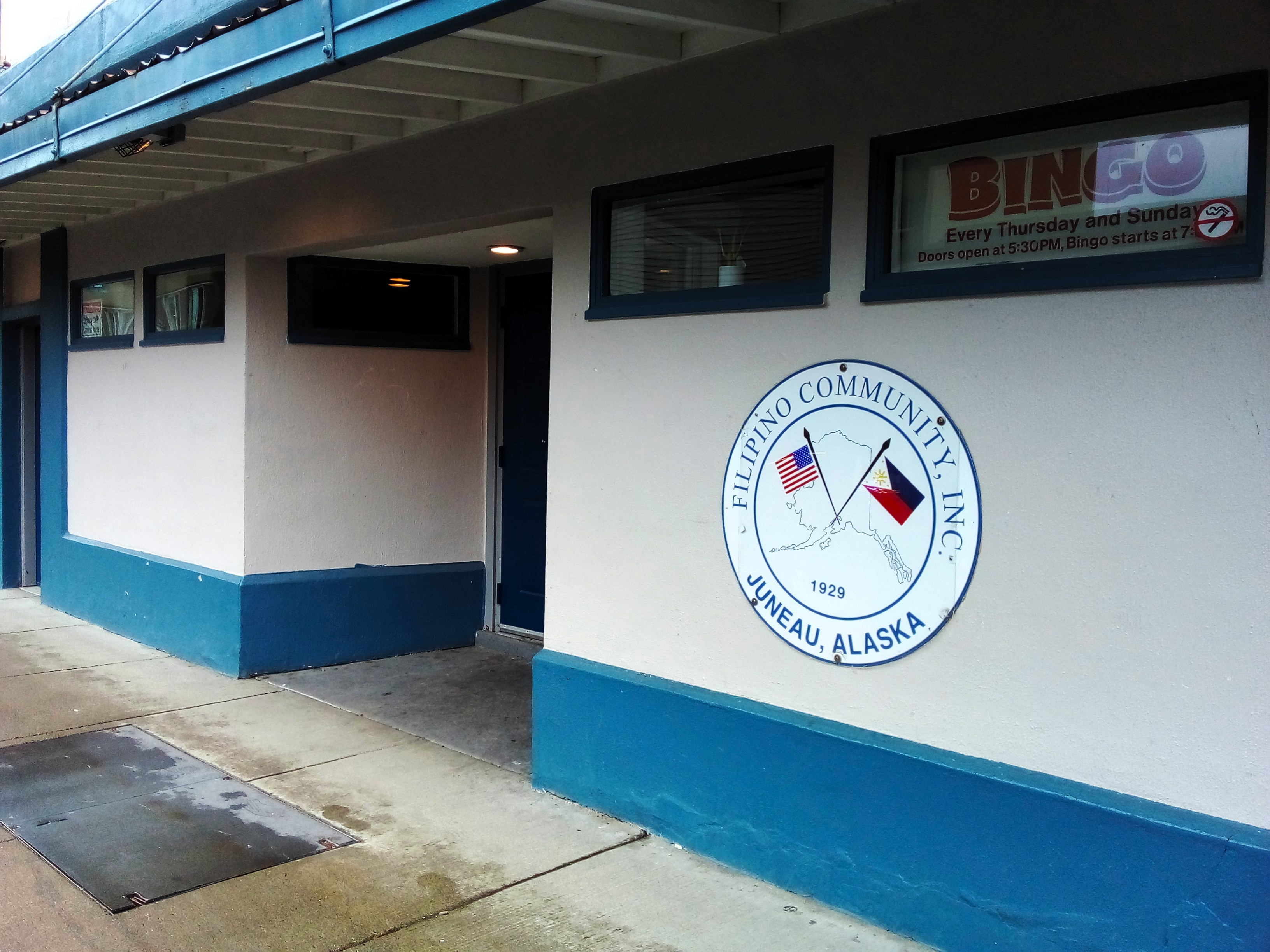
Hall de la Comunidad Filipina en Alaska, frente a la plaza Manila.

El ingreso medio de un hogar en la ciudad/distrito era de $90 126. El ingreso per cápita de la ciudad/municipio era de 45.607 dólares. El 7,2% de la población estaba por debajo del umbral de pobreza.

## Economía
El empleador principal en Juneau es el gobierno, incluido el gobierno estatal, el gobierno federal (que tiene oficinas regionales aquí, especialmente para las agencias de recursos), el gobierno municipal (que incluye el aeropuerto local, el hospital, los puertos y el distrito escolar) y la Universidad del Sureste de Alaska. Las oficinas del gobierno estatal y su impacto económico indirecto comprenden aproximadamente una cuarta parte de la economía de Juneau.
Un gran contribuyente a la economía local es la industria del turismo, que genera la mayoría de los ingresos en los meses de verano. En 2005, se estima que casi un millón de pasajeros de cruceros visitaron la ciudad entre mayo y septiembre.  Ahora, 1,65 millones de turistas al año viajan a Juneau para la temporada que finaliza en octubre de 2023. El expolítico Bill Ray, que vivió en Juneau y representó a Juneau en la Legislatura de Alaska, dijo: "Juneau no avanza. Se han prostituido con el turismo. Parece el Lahaina de un hombre pobre (Lahaina, Hawái)". 
La industria pesquera es una parte importante de la economía de Juneau, aunque no tan fuerte como cuando una flota de goletas de fletán generaba ganancias considerables. La ciudad fue recientemente el 49.º puerto pesquero más lucrativo de EE. UU. por volumen y el 45.º por valor. En 2004 ingresó 15 millones de libras de pescado y mariscos, valorados en 21,5 millones de dólares, según el Servicio Nacional de Pesca Marina. Si bien el puerto de Juneau tiene comparativamente poco procesamiento de mariscos en comparación con otras ciudades de este tamaño en Alaska, cientos de barcos de pesca comercial venden su pescado a plantas en las cercanías de Sitka, Hoonah, Petersburg y Ketchikan. Las flotas más grandes que operan desde Juneau son las flotas de salmón con redes de enmalle y trol.
Juneau cuenta con numerosas asociaciones de pesca comercial de las que hay en Alaska, entre ellas la Asociación de Curricines de Alaska, los Pescadores Unidos de Alaska, la Asociación de Redes de Enmalle del Sureste Unido de Alaska y la Asociación de Cerqueros del Sureste de Alaska.
Las agencias inmobiliarias, la construcción de carreteras financiadas con fondos federales y la minería siguen siendo industrias locales no gubernamentales viables. Alaska Seaplanes, una aerolínea, tiene su sede en Juneau. Según el censo de 2010, había 1.107 empresas con operaciones en el distrito de Juneau; Con una población de 31.275 habitantes, hay un per cápita de unas 28 personas por empresa.
La única empresa de energía de Juneau es Alaska Electric Light & Power (AEL&P). La mayor parte de la electricidad en el municipio se genera en la instalación hidroeléctrica de Snettisham en el extremo sur del municipio, accesible solo por barco o avión. En abril de 2008, una avalancha destruyó tres torres de transmisión, lo que obligó a AEL&P a suministrar casi toda la electricidad del municipio con generadores diésel durante un mes. 

Con sede en Juneau se encuentra Marine Exchange of Alaska, una organización sin fines de lucro que opera una extensa red de seguimiento de embarcaciones y garantiza operaciones marítimas seguras para todo el estado. 

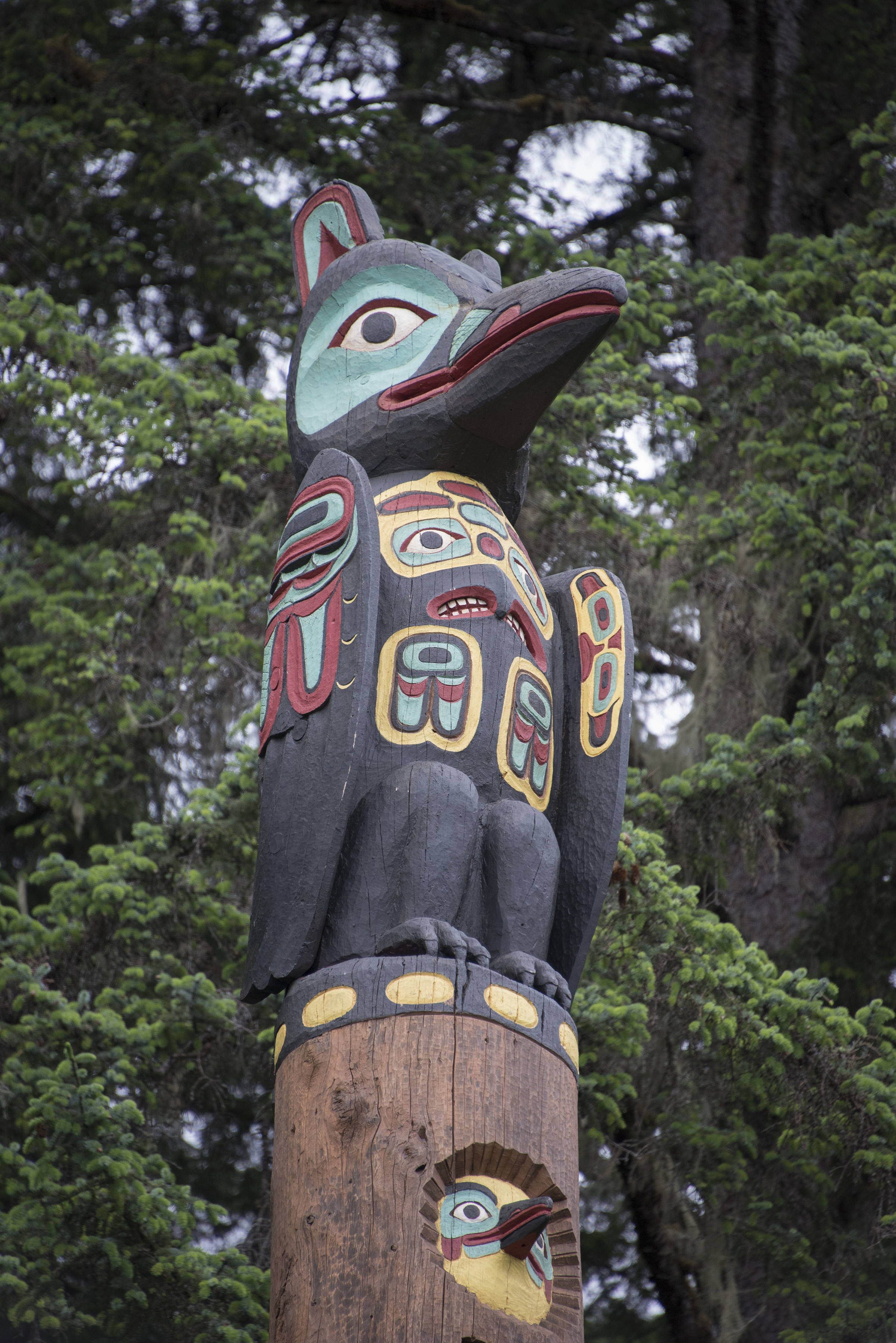
Tótem Tlingin.

## Cultura
Juneau alberga el Festival Folclórico de Alaska anual, el festival de música Juneau Jazz & Classics y Celebration, un festival cultural bienal de nativos de Alaska. Eaglecrest, una estación de esquí propiedad de la ciudad, se encuentra en Douglas Island.
La pista de patinaje sobre hielo Treadwell, propiedad de la ciudad, se encuentra en el extremo sur de Douglas Island. Lleva el nombre de la mina de oro Treadwell, que se encuentra al lado de la pista. La pista tiene patinaje artístico, hockey y patines abiertos gratuitos. De abril a septiembre, cuando no hay hielo, se utiliza para patinar, hockey sobre patines, tenis, baloncesto y conciertos. 
La ciudad tiene una vibrante escena de artes escénicas; es el hogar del Perseverance Theatre, el teatro profesional más grande de Alaska, la organización sin fines de lucro Theatre in the Rough, Theater Alaska, Theater at Latitude 58 y Juneau Ghost Light Theatre (anteriormente Juneau Douglas Little Theatre). La Sinfónica de Juneau actúa regularmente. Las compañías de ópera locales son Juneau Lyric Opera y Opera to Go. Dos veces al año, la Sociedad JUMP organiza proyecciones de cortometrajes hechos localmente. Gold Town Nickelodeon es un cine de arte local que proyecta películas independientes, películas extranjeras, clásicos y ha operado un autocine.
El centro de Juneau tiene galerías de arte que participan en el First Friday Art Walk mensual y el Gallery Walk anual que se lleva a cabo en la primera semana de diciembre. El Consejo de Artes y Humanidades de Juneau coordina ciertos eventos y opera el Centro de Arte y Cultura de Juneau que cuenta con un centro comunitario, una galería y una tienda en el vestíbulo. El campus sureste de la Universidad de Alaska ofrece conferencias, conciertos y representaciones teatrales. Sealaska Heritage, la filial sin fines de lucro de Sealaska Corporation, opera el edificio Walter Soboleff, que está decorado con tallas y alberga exhibiciones culturales.

### Antropología
La población nativa es de origen tlingit, un pueblo de ricas tradiciones artísticas, con dominio del tejido, la escultura (tótems), la danza y el canto entre otras cosas.

## Esfuerzos para mover la capital del estado

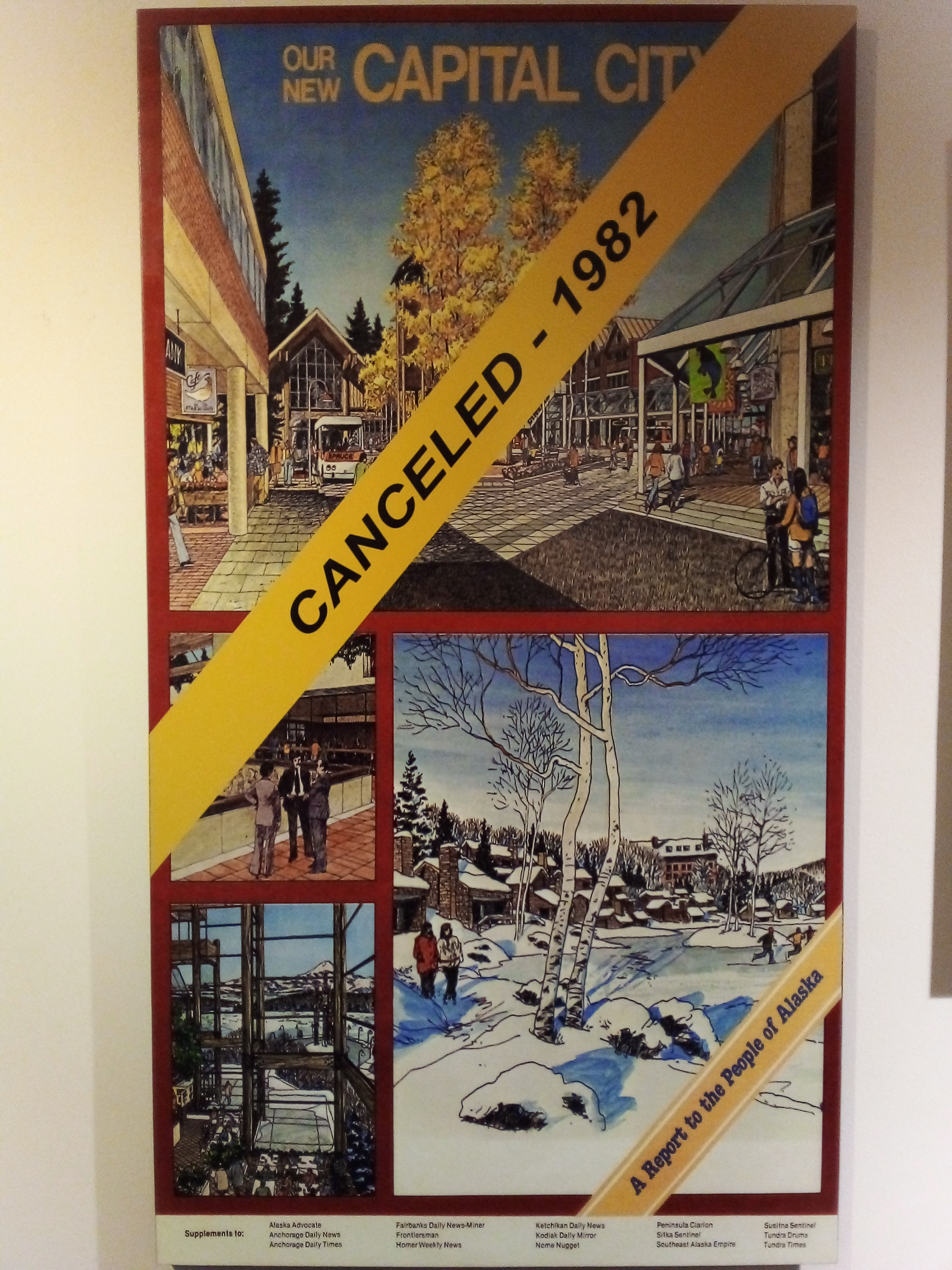
Campaña para mudar la capital de Alaska (Juneau Douglas City Museum).

Ha habido esfuerzos y discusiones sobre el traslado de la capital de Alaska lejos de Juneau.  Un factor motivador principal ha sido la preocupación por la ubicación remota de Juneau.  En 1960, el 56% de los votantes votó en contra de una medida para trasladar la capital a una ubicación en el "Área de Cook Inlet-Railbelt" (la ubicación específica sería seleccionada posteriormente por un comité designado por el gobernador). En 1962, el 55% de los votantes votó en contra de una medida para trasladar la capital al "oeste de Alaska... dentro de las 30 millas de Anchorage". Los senadores estatales "senior" habrían sido elegidos para seleccionar tres sitios potenciales para ser sometidos a votación por votación posterior del electorado del estado. 
En 1974, en un momento en que se esperaba que Alaska recibiera nuevos fondos del oleoducto Trans-Alaska, el 56% de los votantes de Alaska aprobaron una iniciativa para trasladar la capital. La iniciativa especificó que la nueva ubicación debe estar dentro de las 300 millas de Anchorage y Fairbanks y tener al menos 100 millas cuadradas de tierras públicas donadas. La iniciativa tendría la ubicación final seleccionada por un comité designado por el gobernador. El comité propuso Larson Lake, Mount Yenlo y Willow como sitios y Willow recibió el 53% de los votos en una votación estatal de 1976. Sin embargo, en 1978, los votantes rechazaron una medida para financiar un traslado a Willow, y el 55% de los votantes votaron en contra de gastar $ 996 millones para trasladar la capital allí. En 1978, los votantes también aprobaron la Iniciativa de Alaskanos Fiscalmente Responsables que Necesitan Conocimiento (FRANK), que requería que todos los costos de mover el capital fueran revelados y aprobados por los habitantes de Alaska antes de que comenzara la mudanza. En 1982, el 53% de los votantes votó en contra de gastar aproximadamente $ 2.9 mil millones para trasladar la capital a Willow. Esta votación también tuvo el efecto de derogar la aprobación anterior de trasladar la capital. 
En 1994, una iniciativa estatal para trasladar la capital de Alaska a Wasilla fue derrotada por 116 277 votos (54,7%) a 96 398 (45,3%). Al mismo tiempo, el 77% de los votantes aprobó una renovada Iniciativa FRANK. En 2002, los votantes de Alaska votaron nuevamente en contra de trasladar la capital del estado. La defensa de un movimiento de capital ha continuado.

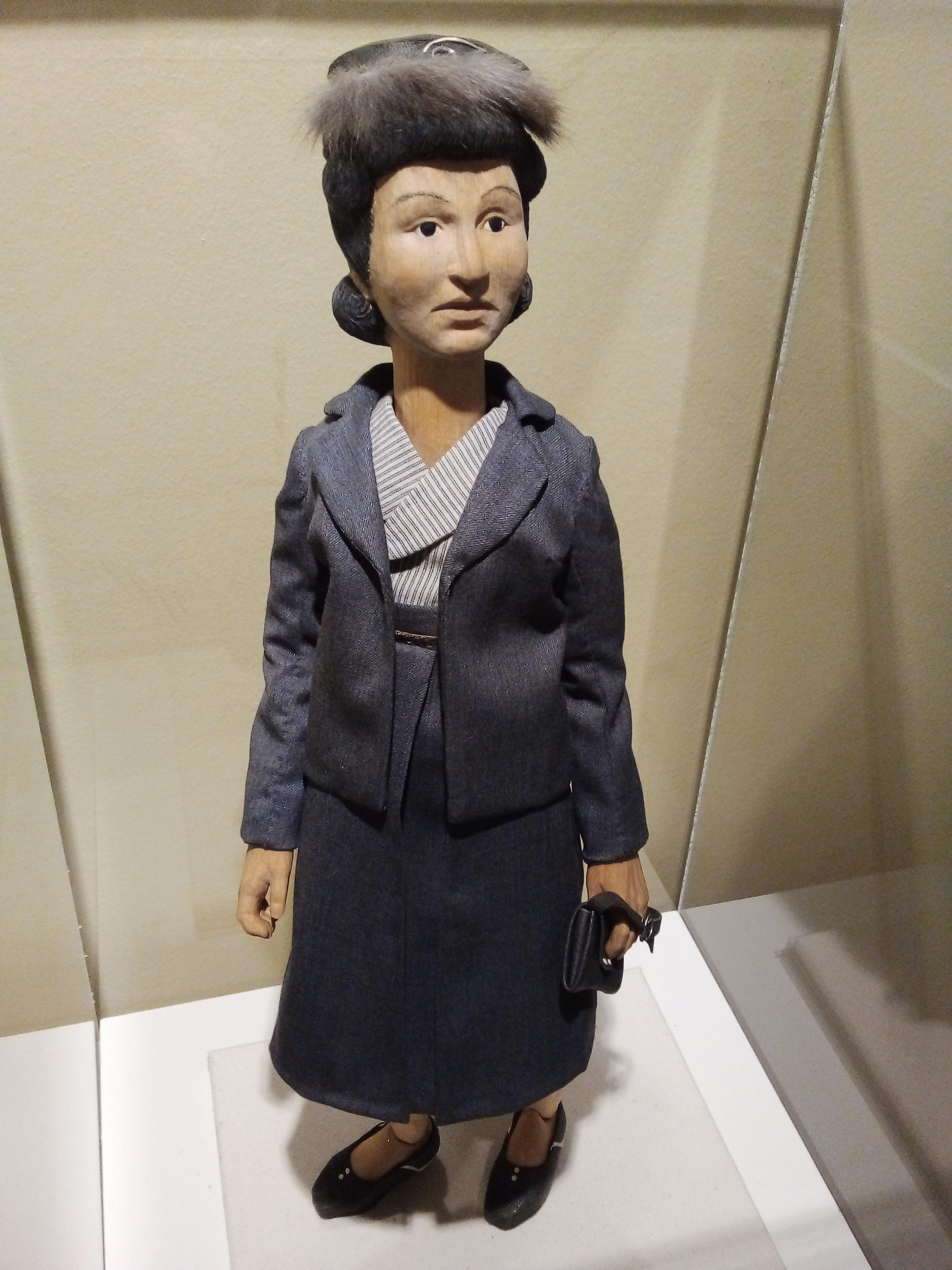
Muñeca de Elizabeth Peratrovich, expuesta en el Juneau Douglas City Museum.

## Personas notables
- Carlos Boozer (nacido en 1981), jugador de baloncesto profesional.
- Gab Cody, dramaturgo, cineasta
- Dale DeArmond (1914-2006), grabador
- Neva Egan (1914-2011), educadora y primera dama de Alaska
- Janet Gardner (nacida en 1962), cantante de la banda de hard rock Vixen
- Al Gross (nacido en 1962), cirujano, pescador y político
- Elaine Hopson (nacida en 1939), política de Oregón nacida en Juneau.
- Mary McGee (nacida en 1936), piloto de motos
- Charles Melton (nacido en 1991), actor
- Joshua Morrow (nacido en 1974), actor conocido por protagonizar el drama diurno The Young and the Restless
- Rie Muñoz (1921–2015), artista y educadora de la Oficina de Asuntos Indígenas
- Elizabeth Peratrovich (1911-1958), activista de los derechos civiles, Gran Presidenta de la Hermandad Nativa de Alaska, miembro de la nación Tlingit.
- Macy Rodman (nacido en 1989), músico y podcaster
- Linda Rosenthal, violinista
- Paul Rosenthal (nacido en 1942), violinista
- Lynn Schooler, fotógrafa, escritora autora de The Blue Bear
- James Schoppert (1947-1992), tallador, pintor
- Molly Smith, directora de teatro

## Gobierno y política
La ciudad y el municipio de Juneau operan bajo una forma de gobierno de consejo-administrador. El alcalde es el jefe titular de la ciudad, el presidente (o presidente) de la Asamblea de Juneau (consejo), y es uno de los tres miembros del cuerpo que se elige en general, o en toda el área. Los otros seis miembros son elegidos por distritos uninominales: a partir de la última redistribución de distritos por la Asamblea en 2003 hay dos distritos:
| - Precintos del Distrito 1 - Douglas - Juneau N.º 1 - Juneau N.º 2 - Juneau N.º 3 - Aeropuerto de Juneau - Arroyo Limón - Douglas del Norte | - Precintos del Distrito 2 - Bahía de Auke - Lynn Canal - Valle de Mendenhall N.º 1 - Valle de Mendenhall N.º 2 - Valle de Mendenhall N.º 3 - Valle de Mendenhall N.º 4 |

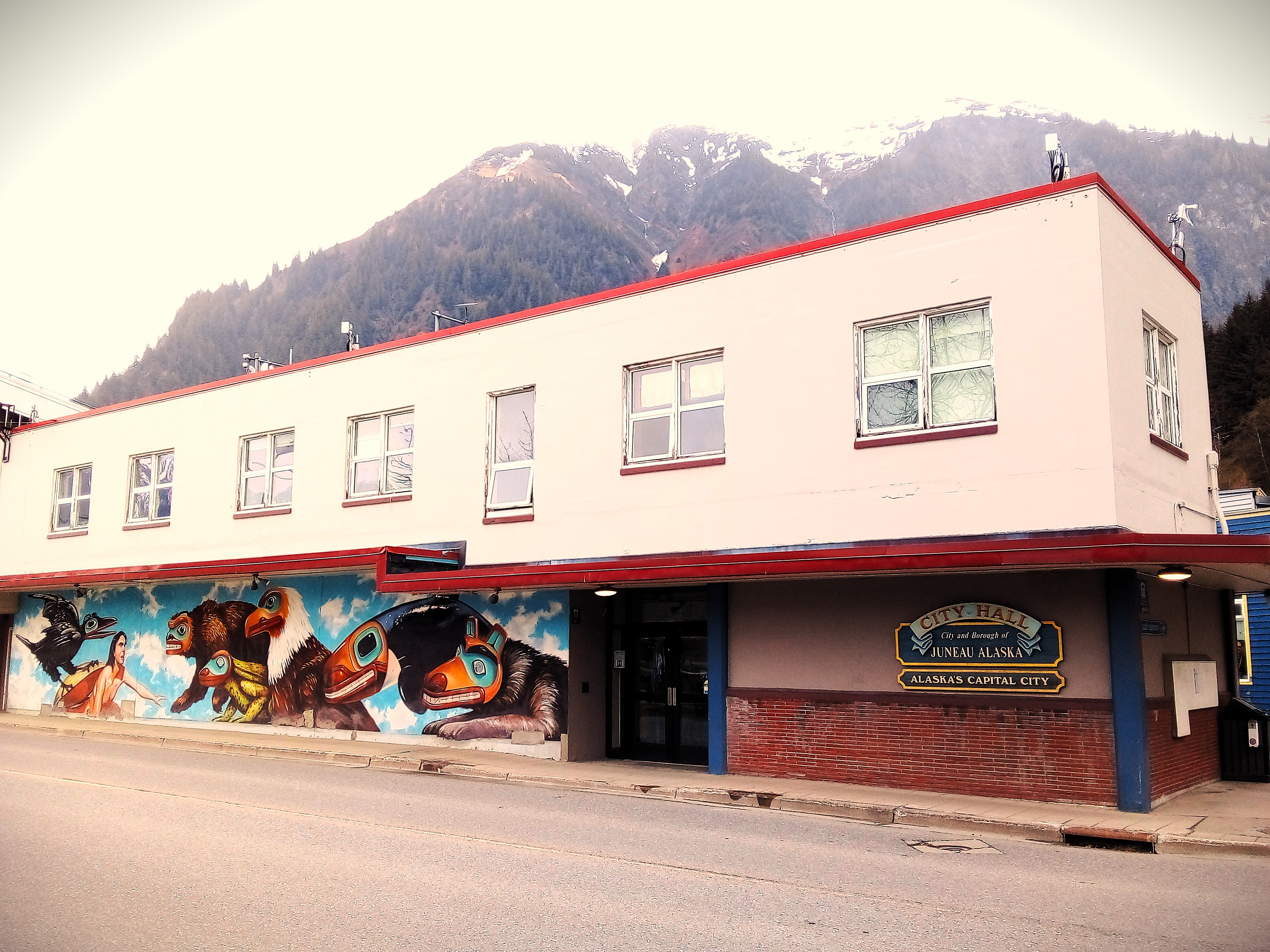
Edificio de la Municipalidad de Juneau, decorado con murales de la cultura Tinglit.

Un administrador de la ciudad maneja los asuntos diarios y un abogado de la ciudad es responsable de trabajar con asuntos legales.
Los distritos están casi alineados con los límites de los distritos electorales 31 y 32 que fueron establecidos por el estado. Principalmente, la diferencia es que el Distrito 32 incluye comunidades fuera del CBJ: Gustavus, Kupreanof, Petersburg, Skagway y Tenakee Springs. El recinto del aeropuerto de Juneau se encuentra en el distrito 31, que por lo demás es idéntico al 2.º Distrito de la Asamblea.
Juneau fue dividido en dos distritos de la cámara estatal por el estado durante la redistribución de distritos a principios de 1990. Los distritos que comprenden el centro de Juneau, Douglas Island y las áreas circundantes han elegido exclusivamente demócratas para la Cámara de Representantes de Alaska y los distritos que comprenden Mendenhall Valley y sus alrededores han elegido en su mayoría republicanos. El Distrito 31 está representado en la Cámara por Andi Story, una demócrata que ha estado en el cargo desde 2018. El Distrito 32 está representado por la demócrata Sara Hannan. Los dos distritos electorales forman el Distrito Q del Senado de Alaska y el escaño está en manos del demócrata Jesse Kiehl. El último republicano en representar a Juneau en el Senado estatal fue Elton Engstrom Jr., el padre de Cathy Muñoz. Dejó el cargo al final de su mandato a principios de 1971, después de no ser reelegido en 1970.
| Año  | Republicano | Republicano | Democrático | Democrático | Tercero(s) | Tercero(s) |
| Año  | N.º         | %           | N.º         | %           | N.º        | %          |
| ---- | ----------- | ----------- | ----------- | ----------- | ---------- | ---------- |
| 2024 | 5942        | 35,00%      | 10 305      | 60,70%      | 730        | 4,30%      |
| 2020 | 6210        | 35,11%      | 10 834      | 61,25%      | 643        | 3,64%      |
| 2016 | 5690        | 34,57%      | 8734        | 53,07%      | 2033       | 12,35%     |
| 2012 | 6108        | 37,90%      | 9251        | 57,40%      | 757        | 4.70%      |
| 2008 | 7124        | 40,70%      | 9819        | 56,10%      | 560        | 3.20%      |
| 2004 | 5515        | 47,20%      | 5784        | 49,50%      | 386        | 3.30%      |
| 2000 | 7270        | 45,30%      | 6403        | 39,90%      | 2375       | 14.80%     |
| 1996 | 6,004       | 39.30%      | 6768        | 44,30%      | 2506       | 16.40%     |
| 1992 | 5,348       | 35,00%      | 6754        | 44,20%      | 3178       | 20.80%     |
| 1988 | 5957        | 48,20%      | 6056        | 49,00%      | 345        | 2.79%      |
| 1984 | 7323        | 56,60%      | 5292        | 40,90%      | 324        | 2.50%      |
| 1980 | 4600        | 44,80%      | 3594        | 35,00%      | 2,075      | 20.21%     |
| 1976 | 4676        | 58,80%      | 2887        | 36,30%      | 390        | 4.90%      |
| 1972 | 3678        | 56,00%      | 2725        | 41,49%      | 165        | 2.51%      |
| 1968 | 2532        | 44,70%      | 2770        | 48,91%      | 362        | 6.39%      |
| 1964 | 1544        | 29,09%      | 3763        | 70,91%      | 0          | 0.00%      |
| 1960 | 2328        | 52,49%      | 2107        | 47,51%      | 0          | 0.00%      |

Juneau es uno de los distritos más demócratas de Alaska. El municipio ha votado por los demócratas en las elecciones presidenciales de Estados Unidos en todas las elecciones (excepto una) desde 1988.

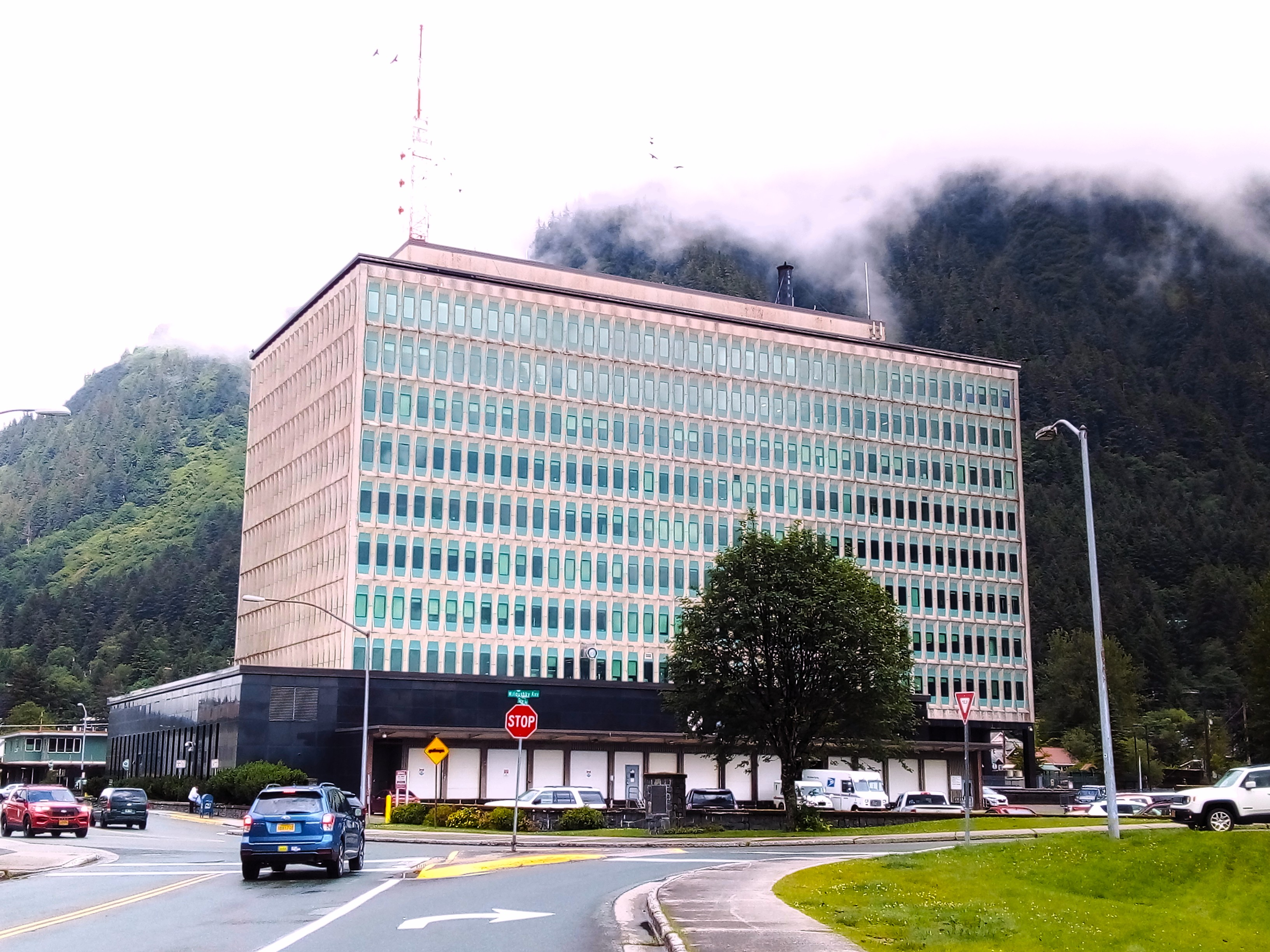
Edificio del Gobierno Federal (Federal Building & Post Office), Juneau.

Si bien hay más empleos estatales en Anchorage que en Juneau, el gobierno estatal aún mantiene una presencia sustancial en Juneau. Varios departamentos del poder ejecutivo, así como la legislatura, tienen su sede en Juneau. En respuesta a la repetida presión del centro-sur de Alaska para trasladar la capital o la legislatura, la legislatura adquirió y renovó varios edificios en las cercanías del Capitolio del Estado de Alaska, que albergan salas de reuniones de comités y oficinas administrativas para la Agencia de Asuntos Legislativos. Los edificios llevan el nombre de los ex legisladores Terry Miller y Thomas B. Stewart. Stewart, nativo de Juneau e hijo del primer alcalde de Juneau, Benjamin D. Stewart, representó a Juneau en el Senado durante la 1.ª Legislatura del Estado de Alaska. Más tarde sirvió en la judicatura de la Corte Superior de Alaska de Juneau y se destacó como una autoridad en el territorio y las primeras épocas de la historia de Alaska.
Un edificio del gobierno federal de nueve pisos en Juneau, cerca de la desembocadura de Gold Creek y a poca distancia al este del puente Juneau-Douglas, alberga muchas agencias federales, el Tribunal de Distrito de los Estados Unidos para el Distrito de Alaska y la oficina principal de correos de Juneau. Está en la zona conocida como "The Flats". El edificio fue diseñado por Linn A. Forrest y construido en 1966.

## Educación

### Escuelas primarias
Juneau es atendido por el Distrito Escolar de Juneau, e incluye las siguientes escuelas:
- Sayéik: Escuela Primaria Gastineau
- Escuela Primaria Harborview
- Escuela Primaria Riverbend
- Escuela Primaria Mendenhall River
- Sítʼ Eetí Shaanáx̱ - Escuela Primaria Glacier Valley
- Escuela Primaria Auke Bay
- Juneau Community Charter School: un programa opcional (jardín de infantes a octavo grado)
- Escuela Montessori Borealis: una escuela alternativa con (Casa de los Niños: preescolar y jardín de infantes; Primaria: primero a sexto grado; Programa Montessori para adolescentes: séptimo y octavo grado)
- Lengua y Alfabetización de la Cultura Tlingit: un programa opcional (desde el jardín de infantes hasta el quinto grado)
- Escuela Secundaria Dzantik'i Heeni
- Escuela Secundaria Floyd Dryden
- Juneau-Douglas Yadaa.at Escuela Secundaria Kalé
- Escuela secundaria Thunder Mountain
- Escuela Secundaria Alternativa Yaaḵoosgé Daakahídi
- HomeBRIDGE: un programa de educación en el hogar

Las siguientes escuelas privadas sirven a Juneau:
- (Glaciar) Academia Bautista del Valle
- Escuela comunitaria de fe
- Centro de aprendizaje de Thunder Mountain (anteriormente Academia Thunder Mountain)
- Escuela Cristiana Adventista del Séptimo Día de Juneau
- Escuela Montessori de Juneau

### Colegios y universidades
Es notable la presencia de la Universidad de Alaska Sudeste, que se encuentra dentro de la comunidad de Auke Bay a lo largo de la orilla del lago Auke. Juneau-Douglas Community College, fundado en 1956, y Southeastern Senior College, que se estableció en 1972, se fusionaron en 1980 formando la Universidad de Alaska Juneau. La universidad se reestructuró como la Universidad del Sureste de Alaska para incluir los campus de Ketchikan y Sitka. La universidad ofrece estudios de pregrado y posgrado. La Universidad de Alaska Fairbanks tiene un campus satélite en Juneau para estudiantes principalmente de posgrado en estudios marinos.

## Transporte
No se puede acceder directamente a Juneau por carretera, aunque hay conexiones por carretera dentro del municipio con las zonas rurales. La sección de la autopista Glacier de la ruta 7 de Alaska se encuentra dentro de Juneau. El acceso principal a la ciudad es por aire y mar. Los automóviles y camiones se transportan hacia y desde Juneau en barcazas o en el sistema de ferry Alaska Marine Highway.

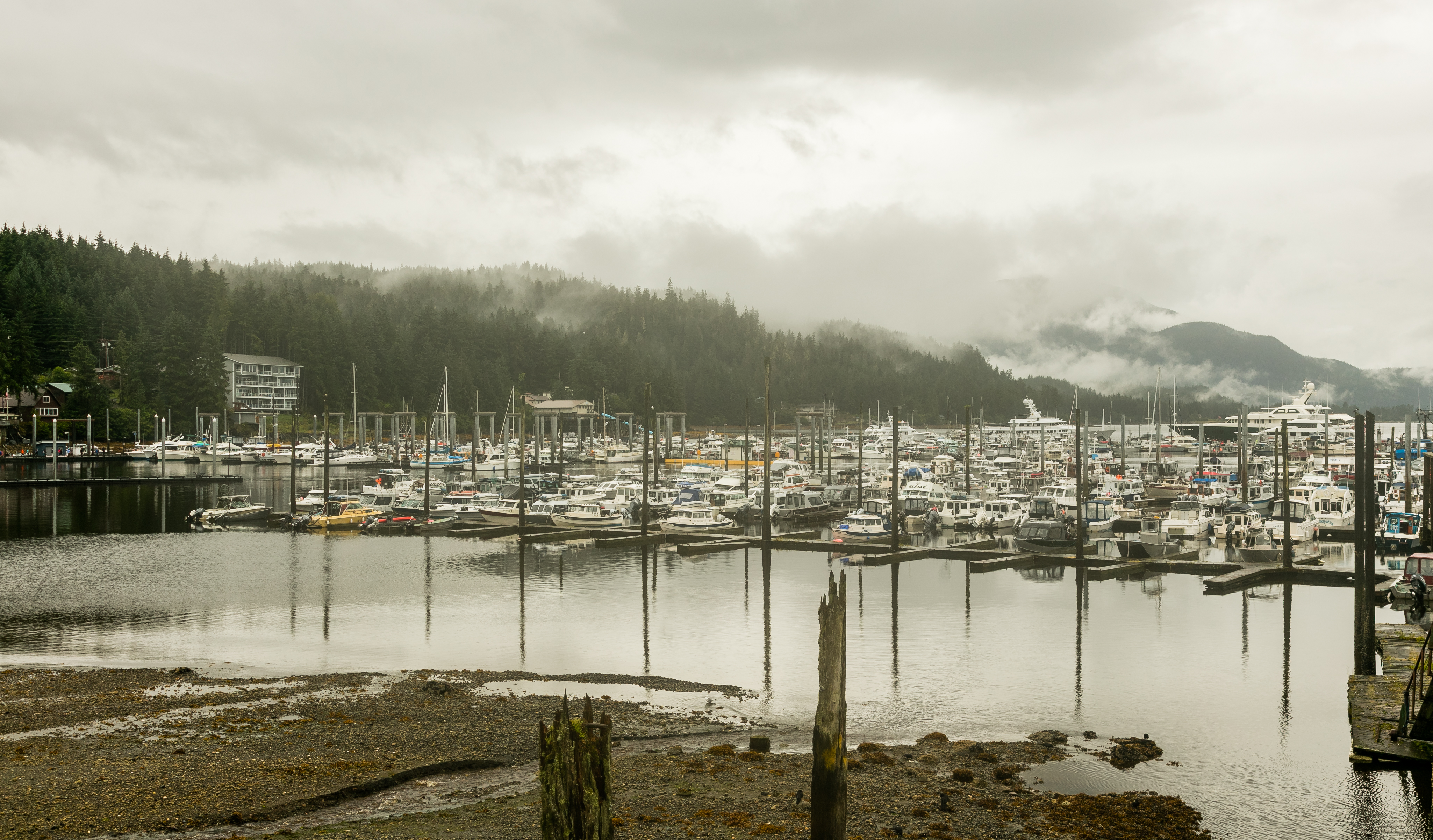
Puerto de Juneau.

### Mar
El sistema de transbordadores de propiedad estatal es la Alaska Marine Highway. Los transbordadores conectan Juneau con otras 13 ciudades en el sureste de Alaska y otros destinos al norte a través de Whittier, así como con el sistema de carreteras continentales en Bellingham, Washington y Prince Rupert, Columbia Británica. En la ruta norte, los transbordadores atracan en Haines y Skagway y conectan con la autopista de Alaska a través de Whitehorse, Yukón. Además de los transbordadores tradicionales de Alaska Marine Highway, los catamaranes de alta velocidad conocidos como "fast cats" conectan Juneau con Haines y Skagway (91 millas (146 km)) en dos horas, aproximadamente la mitad del tiempo de viaje de los transbordadores tradicionales. 

### Aire
El Aeropuerto Internacional de Juneau sirve a la ciudad y al distrito de Juneau. Alaska Airlines presta servicios al aeropuerto durante todo el año, operando más de 11 salidas diarias. Alaska Airlines sirve a Juneau y otros pueblos del sureste de Alaska a través de vuelos "Milk Run" que hacen múltiples paradas desde y hacia Seattle o Anchorage. También conecta Juneau con otras ciudades del país a través de conexiones en Seattle o Anchorage.

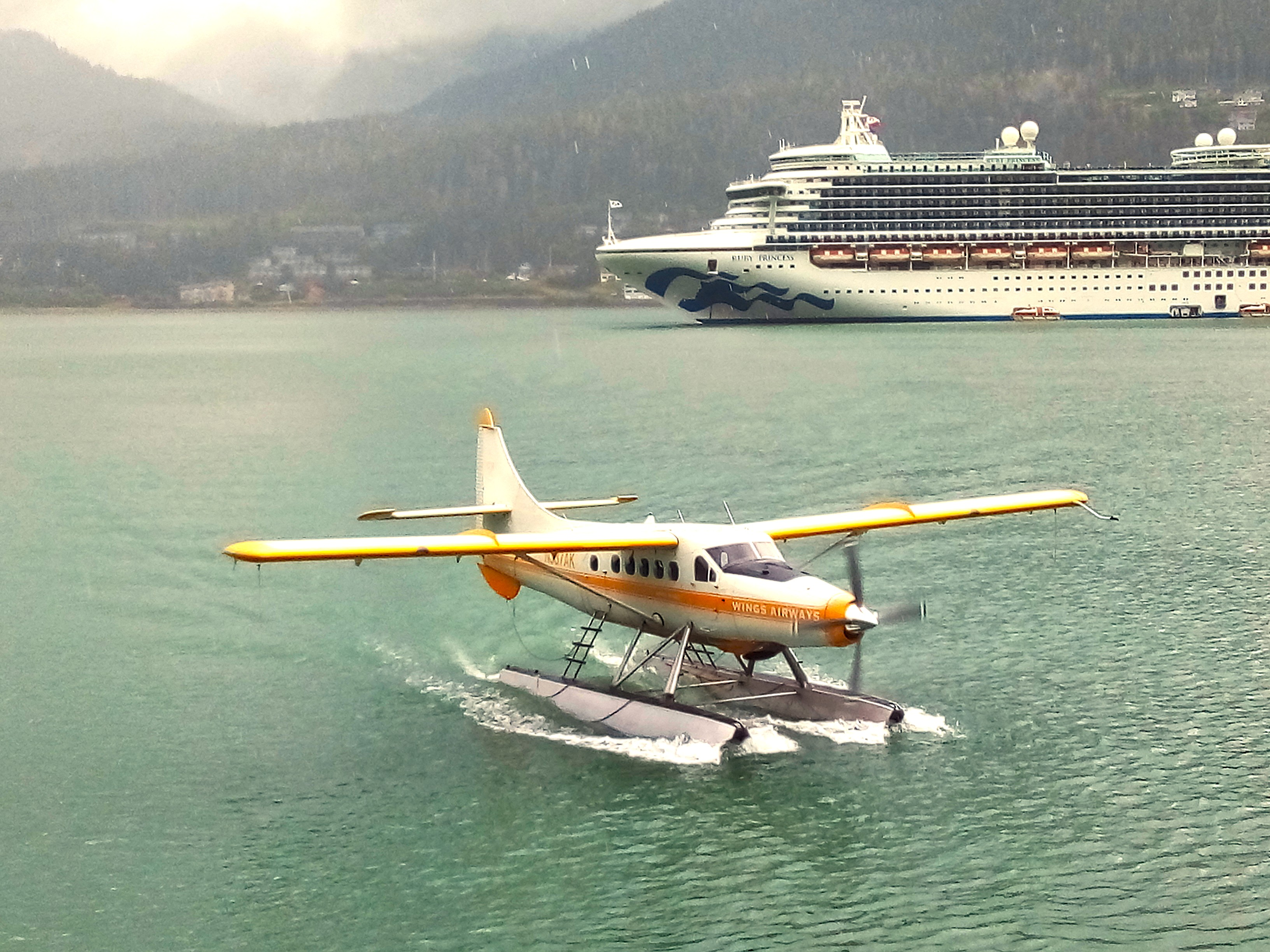
"Pista" de hidroaviones (Juneau).

En el verano, Delta Air Lines sirve a Juneau desde su principal centro de operaciones de la costa oeste en Seattle, brindando un servicio global desde y hacia el sureste de Alaska sin tener que cambiar de compañía aérea.
MarkAir y Western Airlines prestaron servicios a Juneau en el pasado.  Alaska Seaplanes y Ward Air ofrecen servicio de hidroaviones chárter desde la "pista" del estanque de hidroaviones que corre paralela a la pista tradicional. Ofrecen servicio a los pueblos más pequeños de los alrededores, así como vuelos.
Alaska Seaplanes, Harris Air e Island Air Express brindan un servicio de cercanías programado de la Parte 135 de la FAA a comunidades en todo el sureste de Alaska. Estos viajes son las únicas conexiones con el mundo exterior para muchos de estos pueblos. Alaska Seaplanes ha restablecido el servicio internacional programado a Juneau con 3 viajes semanales a Whitehorse, Canadá, mientras que Ward Air ofrece vuelos chárter no programados a Canadá. 

### Carreteras

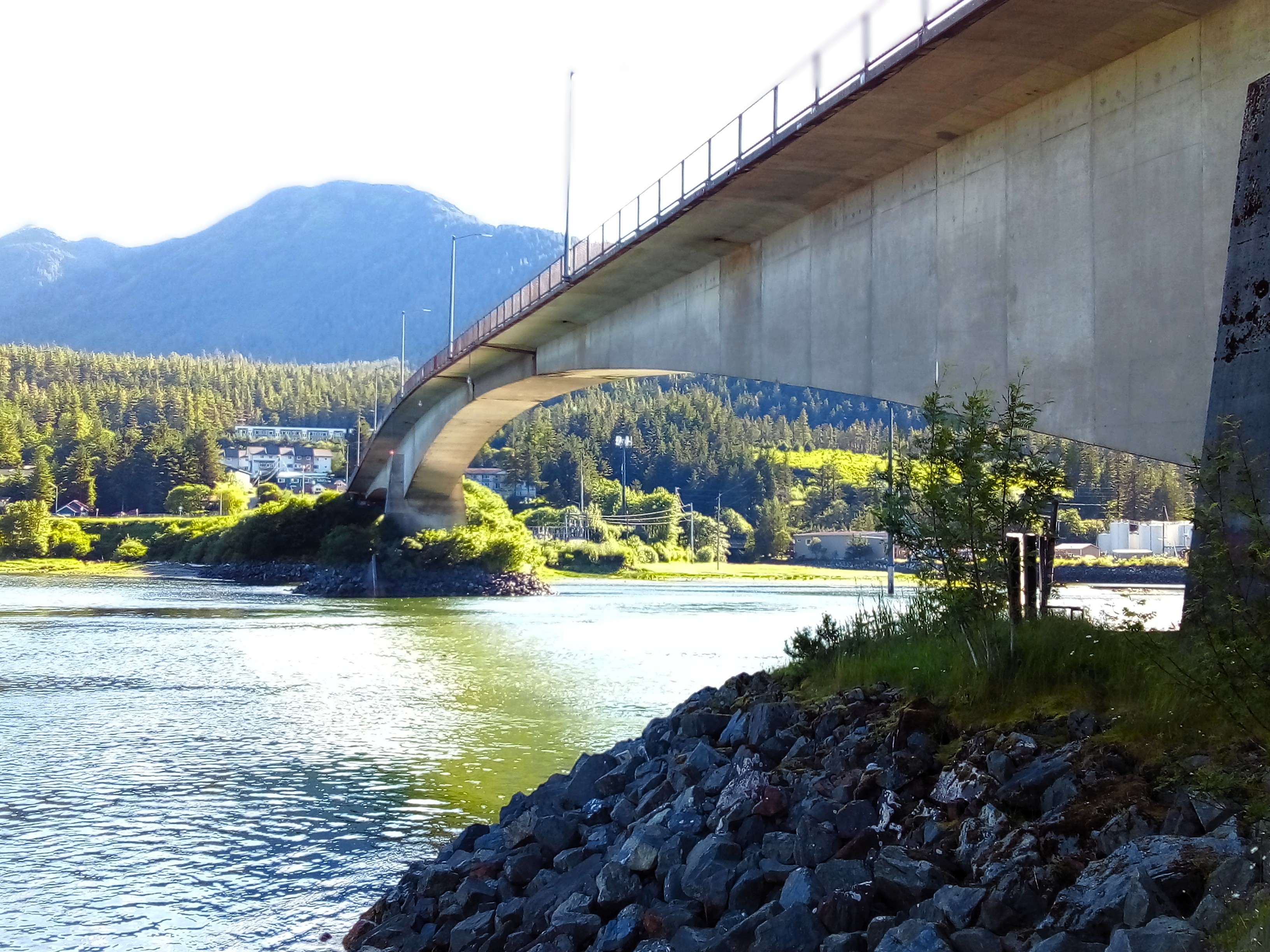
Puente Juneau-Douglas.

Los peligros de avalanchas, las pendientes pronunciadas, el clima frío y las preocupaciones por la protección del medio ambiente son factores que hacen que la construcción y el mantenimiento de carreteras sean difíciles y costosos.
El puente Juneau-Douglas conecta el continente de Juneau con la isla Douglas.
No hay carreteras que conecten Juneau con el resto de América del Norte; Los transbordadores permiten el acceso a la red de carreteras. Faltan lugares para construir una carretera. Una ruta hacia el este fallaría debido a un campo de hielo del tamaño de Rhode Island que separa Juneau de Atlin, Columbia Británica. Del mismo modo, la ruta por el río Taku está bloqueada por glaciares en constante cambio.  Juneau es una de las cuatro capitales estatales que no cuentan con una carretera interestatal (las otras son Dover, Delaware; Jefferson City, Misuri; y Pierre, Dakota del Sur). 

#### Proyecto de acceso a Juneau
Las carreteras de Juneau permanecen separadas de otras carreteras en Alaska y en los 48 estados inferiores. En el pasado ha habido planes para conectar Juneau con Haines y Skagway por carretera desde antes de 1972, con fondos para el primer estudio de factibilidad adquiridos en 1987.  El Departamento de Transporte e Instalaciones Públicas del Estado de Alaska anunció en 2005 que la conexión se proporcionaría en parte por carretera y en parte por ferry rápido. Se construiría una carretera de 51 millas (82 km) en el lado este del Canal Lynn hasta una nueva terminal de ferry en el estuario del río Katzehin.  Un ferry podría transportar automóviles desde la terminal a Haines y Skagway y el sistema de carreteras de América del Norte.  En 2006, se estimó que el proyecto costaría 258 millones de dólares, y en 2007, la estimación se incrementó a 350 millones de dólares.  Los costos anuales se han estimado entre $ 2.1 millones y $ 12 millones, dependiendo de la longitud de la carretera.  El Centro de Tierras Federales del Oeste estimó que el proyecto costaría $491 millones. 
Las opiniones locales sobre la construcción de un enlace por carretera con el mundo exterior fueron mixtas. Algunos residentes vieron dicha carretera como un enlace muy necesario entre Juneau y el resto del mundo que también proporcionará grandes beneficios económicos a la ciudad, mientras que muchos otros residentes estaban preocupados por los costos financieros del proyecto junto con los impactos ambientales y sociales que podría tener en el Canal Lynn. 
Citando la crisis financiera multimillonaria del estado, el gobernador Bill Walker anunció el 15 de diciembre de 2016 que el estado ya no respalda la construcción del Proyecto de Mejoras de Acceso de Juneau.  Finalmente, el proyecto perdió fuerza y finalizó en julio de 2018 con la Administración Federal de Carreteras (FHWA) publicando su Registro de Decisión, seleccionando la alternativa de no construcción para el Proyecto de Acceso a Juneau, deteniendo la construcción en la carretera.   

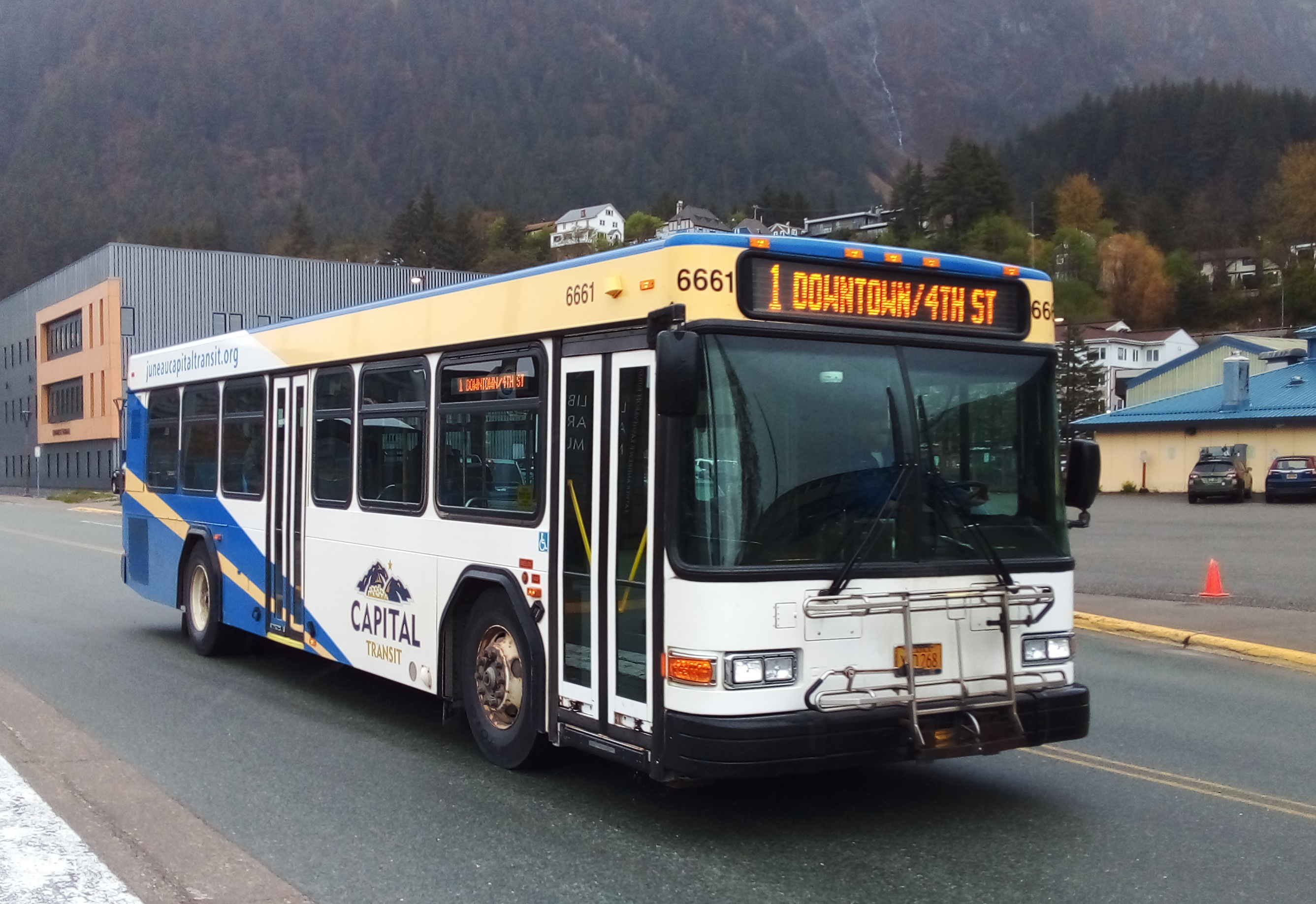
Colectivo de la empresa local Capital, recorriendo el centro de Juneau.

### Transporte público
El gobierno local opera un servicio de autobús bajo el nombre de Capital Transit.

### Caminar, hacer senderismo y andar en bicicleta
Los residentes caminan, caminan o andan en bicicleta con fines recreativos y para el transporte. El centro de Juneau tiene aceras, tramos de escaleras al aire libre y se puede acceder a pie a los vecindarios en la colina sobre el centro de la ciudad. Algunas carreteras de la ciudad también tienen carriles para bicicletas, y hay un carril para bicicletas paralelo a la carretera principal.

## Infraestructura

### Cuidado de la salud
La ciudad y el distrito son atendidos principalmente por el Hospital Regional Bartlett en el área de Twin Lakes de Juneau. El hospital también atiende a las comunidades remotas cercanas de Hoonah, Haines y Skagway. Las personas de esas comunidades son trasladadas en caso de emergencia al hospital en helicóptero o ambulancia aérea (un vuelo de 20 a 45 minutos).

## Utilidades
Juneau cuenta con los siguientes servicios públicos:
- Eléctrico: Alaska Electric Light and Power Company
- Agua y alcantarillado: ciudad y municipio de Juneau

## Medios
Artículo principal: Medios de comunicación en Juneau, Alaska

### Prensa
The Juneau Empire, se publica los miércoles y sábados. El Capital City Weekly se publicaba semanalmente y el Empire publica algunas historias en una sección de CCW. The Juneau Independent es un periódico en línea sin fines de lucro. La Universidad del Sureste de Alaska tiene The Whalesong, un periódico universitario.

### Radio
- AM: KJNO 630, KINY 800, KXXJ 1330
- FM: KTKU 105.1, KSUP 106.3 y la estación LPFM KBJZ-LP 94.1.
- Radio pública: KTOO 104.3, KXLL "Excellent Radio" 100.7 y KRNN "Rain Country Radio" 102.7 (los 3 operados por KTOO).

Los estudios de CoastAlaska (un consorcio regional de estaciones de radio públicas) están en Juneau. AP (Associated Press), los medios de comunicación de Anchorage y otras entidades de medios de Alaska, envían reporteros a Juneau durante la sesión legislativa anual.

### Televisión
Las principales afiliadas de televisión de Juneau son: KTOO (PBS), KTOO 360TV (anteriormente "360North") "Alaska's public affairs channel" (operado por KTOO), KATH-LD (NBC), KYEX-LD (CBS / MyNetworkTV en DT2) y KJUD (ABC) / The CW en DT2 / Fox en DT3).

## Ciudades hermanadas
Juneau tiene cinco ciudades hermanadas.
- Camiling, Filipinas
- Whitehorse, Yukón, Canadá
- Chiayi, Taiwán
- Vladivostok, Rusia
- Mishan, provincia de Heilongjiang, República Popular China